# Église Notre-Dame-de-l'Assomption d'Évecquemont
L'église Notre-Dame-de-l'Assomption est une église catholique paroissiale située à Évecquemont, dans les Yvelines, en France. C'est un édifice de dimensions généreuses, mais d'une architecture peu soignée, excepté le porche Renaissance bâti vers 1565 sous l'architecte Nicolas Le Mercier ; le bas-côté nord Renaissance de la même époque, mais défiguré par une campagne de réparation en 1738 ; et le chœur de style gothique rayonnant de la seconde moitié du XIIIe siècle. Il se compose d'une travée droite flanquée de deux chapelles, et d'une abside à cinq pans. Cette partie de l'église est la mieux conservée, et d'une valeur artistique certaine. L'église Notre-Dame a été inscrite au titre des monuments historiques par arrêté du 19 juillet 1926. Elle est aujourd'hui affiliée à la paroisse de Meulan, et les messes dominicales y sont célébrées un dimanche sur cinq à 9 h.

## Localisation
L'église Notre-Dame-de-l'Assomption est située en France, en région Île-de-France et dans le département des Yvelines, dans le parc naturel régional du Vexin français, sur la rive droite de la Seine, au centre de la commune d'Évecquemont, qui est implantée sur un site escarpé à la chute du massif de l'Hautil vers la vallée de la Seine, en haut d'un coteau. L'élévation septentrionale de l'église est alignée sur la rue d'Adhémar, qu'elle domine légèrement grâce à un mur de soutènement, et fait face à la mairie. L'on atteint le portail par une rampe d'accès et un court escalier. Le chevet donne sur un petit parking. Le mur occidental et l'élévation méridionale sont enclavés dans le parc d'une propriété privée fermée par un haut mur d'enceinte, et ne sont pas visibles depuis le domaine public. Il n'y a, de ce fait, pas de façade occidentale à proprement parler.

## Historique
Évecquemont aurait été érigé en paroisse vers 990 selon l'abbé Vital Jean Gautier. En cette année, Richard Sans Peur, né à Fécamp, fonde une collégiale sur les ruines de l'abbaye de la Trinité de Fécamp, dévastée par les Vikings en 841. Douze villages du diocèse de Rouen forment la dotation initiale, dont Évecquemont. Le chapitre de Fécamp devient ainsi le collateur de la cure, puis la nouvelle abbaye bénédictine qui vient se substituer au chapitre en 1001. Il en reste ainsi sous tout l'Ancien Régime. Sur le plan de la hiérarchie ecclésiastique, Évecquemont relève du doyenné de Meulan, et de l'archidiaconé du Vexin français avec siège à Pontoise. Le patron de son église est la Sainte-Vierge, sous le vocable particulier de l'Assomption. — Rattaché au diocèse de Versailles depuis la Révolution française, Évecquemont est aujourd'hui affilié à la paroisse de Meulan ou secteur pastoral de la Rive Droite de la Seine, et les messes dominicales y sont célébrées un dimanche sur cinq à 9 h.

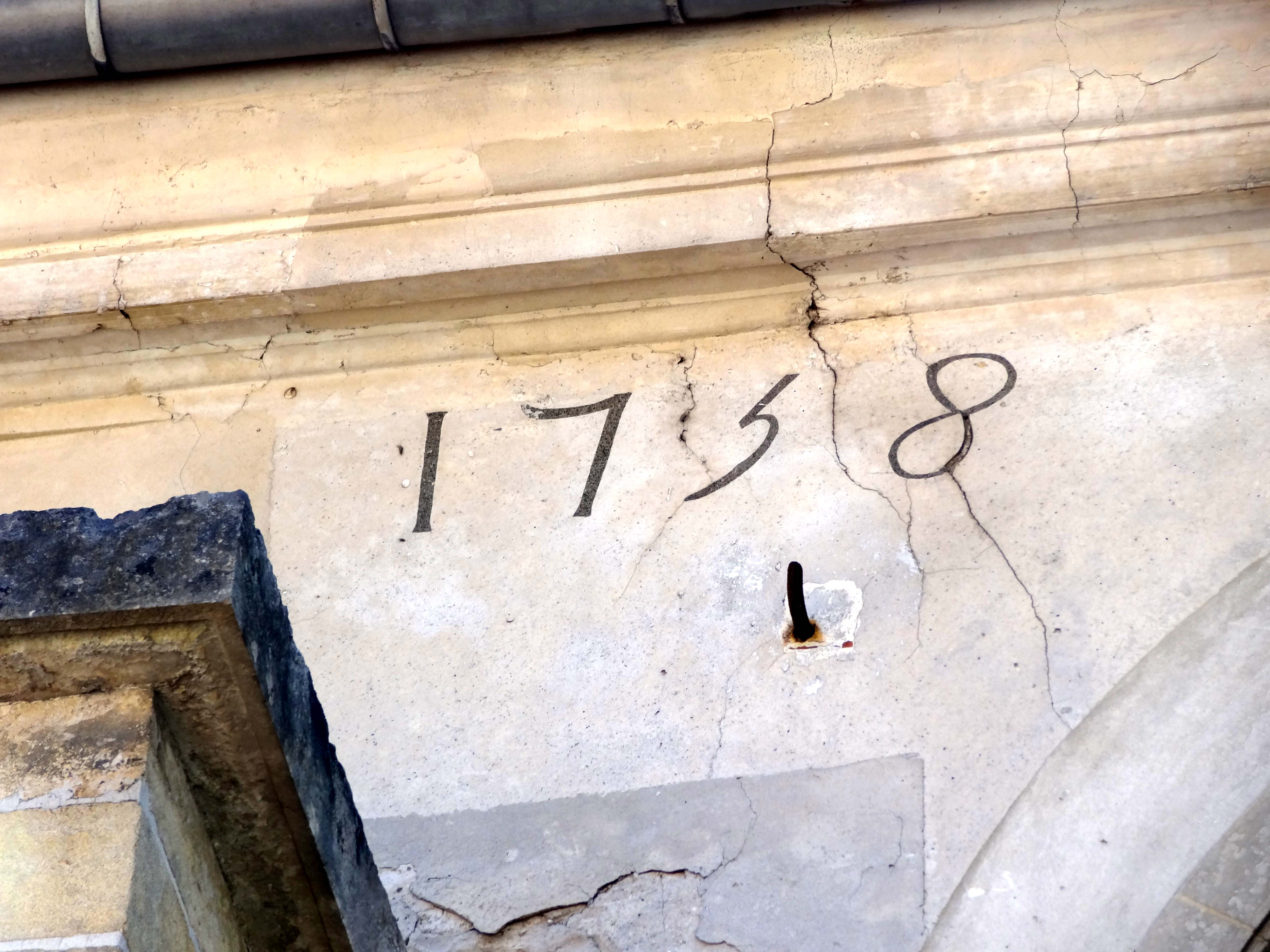
Inscription sur le bas-côté nord - 1738, date d'une restauration.

Le chœur et ses deux chapelles latérales constituent les parties les plus anciennes de l'église, et en même temps les plus élégantes. Ils sont de style gothique rayonnant, et datent de la seconde moitié du XIIIe siècle. La nef, la base du clocher et le croisillon nord sont sans style particulier, et sans âge comme le dit Bernard Duhamel, mais témoignent néanmoins d'influences néo-classiques. Ils datent du XVIIIe siècle, mais englobent peut-être des structures plus anciennes. On peut leur assigner la date de 1738, qui est gravée sur le mur extérieur du bas-côté nord. L'on voit mal pourquoi Bernard Duhamel s'étonne que le mur du bas-côté ait été construit en cette année seulement. Pour cette partie de l'église, la date ne correspond pas à la construction, mais seulement à une restauration paupérisante. En effet, le mur et le porche sont de style Renaissance, et Louis Régnier les attribue au maître-maçon pontoisien Nicolas Le Mercier (1541-1637) par analogie avec le porche de Marines, qui a été bâti entre 1562 et 1570. On peut cependant souscrire au propos de Bernard Duhamel, qu'il est difficile de démêler le vrai du faux du fait des profonds remaniements. L'église Notre-Dame-de-l'Assomption est inscrite au titre des monuments historiques par arrêté du 19 juillet 1926. Dans les années 1970, le porche, le bas-côté nord, le chœur et les chapelles latérales présentent de profondes lézardes. Des importants travaux de restauration sont entrepris sous la direction de l'architecte en chef des monuments historiques Eugène Delaunay en 1977 / 1978. Ils omettent toutefois l'intérieur du bas-côté nord, et ne suppriment pas l'étrésillon en bois qui défigure la voûte de la première travée. Bernard Duhamel retient surtout la restauration du chœur.

## Description

### Aperçu général

Plan de l'église.

Régulièrement orientée, avec une légère déviation de l'axe vers le nord-est du côté du chevet, l'église répond à un plan dissymétrique avec un vaisseau central et un bas-côté du côté nord. Elle se compose d'une nef non voûtée de quatre travées, accompagnée d'un bas-côté nord voûté d'ogives ; d'une base de clocher simplement plafonnée dans l'axe de la nef ; d'un croisillon simplement plafonné au nord de la base du clocher ; d'un chœur composé d'une travée droite et d'une courte abside à cinq pans, les deux voûtées d'ogives ; et de deux chapelles latérales au nord et au sud de la travée droite du chœur. Celle du nord, dédiée à la Visitation de la Vierge Marie, est voûtée d'ogives. Celle du sud est si peu profonde qu'elle s'apparente à une niche, et est voûtée en berceau brisé. L'ensemble de l'église est à un unique niveau d'élévation. Une tourelle d'escalier flanque l'angle nord-ouest du croisillon, et une sacristie jouxte la chapelle latérale sud. L'on accède à l'église par le portail latéral au nord de la première travée du bas-côté, qui est abrité sous un porche Renaissance. Le portail latéral au sud de la dernière travée de la nef donne sur une propriété privée. Le porche est muni d'un toit en pavillon. Nef et bas-côté sont pourvus d'une toiture commune à deux rampants. Le clocher est coiffé d'une pyramide de charpente couverte d'ardoise. Le croisillon nord possède un toit en bâtière perpendiculaire à l'axe de l'édifice, avec un pignon du côté nord. Le toit en appentis des chapelles latérales prennent appui contre les murs du chœur, dont le toit est à croupes multiples.

### Intérieur

#### Nef

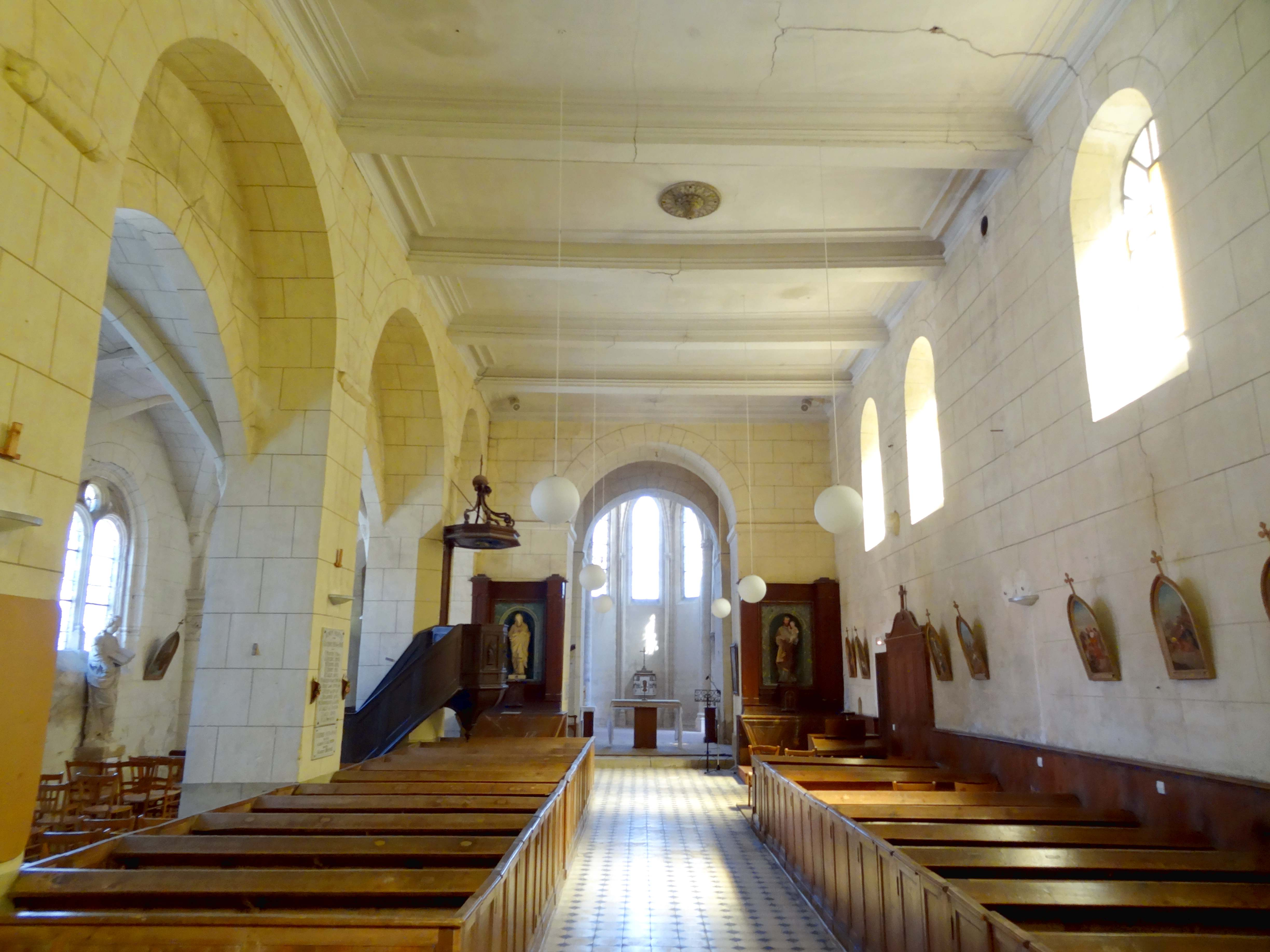
Nef, vue vers l'est.

La nef est une vaste salle rectangulaire, qui, avec le bas-côté, est en mesure d'accueillir une bonne partie des cinq cents habitants que compte le village au milieu des années 1970. L'architecture est très sobre, et d'une certaine lourdeur. Seul le plafond a bénéficié d'un soin décoratif. Il est en bois, mais entièrement enduit de plâtre. Les compartiments délimités par les poutres sont traités à la manière d'un plafond à caissons, et entourés d'une succession de moulures. Les deux élévations latérales sont très différentes. Le mur méridional, entièrement nu, est ajouré de trois fenêtres en plein cintre sans ébrasement, et sans remplage, mais avec des ferrures anciennes. Au premier regard, ce mur paraît homogène, mais les fenêtres sont irrégulièrement espacées. C'est aussi le cas des contreforts à l'extérieur. La première travée n'a pas de fenêtre, mais présente les traces d'un portail bouché en arc brisé. La fenêtre de la quatrième travée est désaxée par rapport à la grande arcade. Le mur occidental est percé de deux fenêtres analogues. Ici, rien n'indique l'existence ancienne d'un portail. Le mur septentrional est entièrement occupé par les grandes arcades, qui sont en plein cintre à l'instar des fenêtres. L'absence de toute mouluration met en exergue leur grande épaisseur, et donne, avec les piliers carrés entièrement frustes, cette impression de lourdeur propre aux édifices néo-classiques rustiques. Il y a des impostes sous la forme d'un boudin sur le côté nord des piliers uniquement. Ce sont certainement des vestiges de l'architecture de la nef avant sa reconstruction au milieu du XVIIIe siècle. Mais ce qui frappe surtout sur les grandes arcades, est le fait que leur partie supérieure soit bouchée par les voûtes du bas-côté. Au début du projet de reconstruction, il était apparemment prévu de rebâtir le bas-côté. Finalement, on s'est contenté de le réparer.

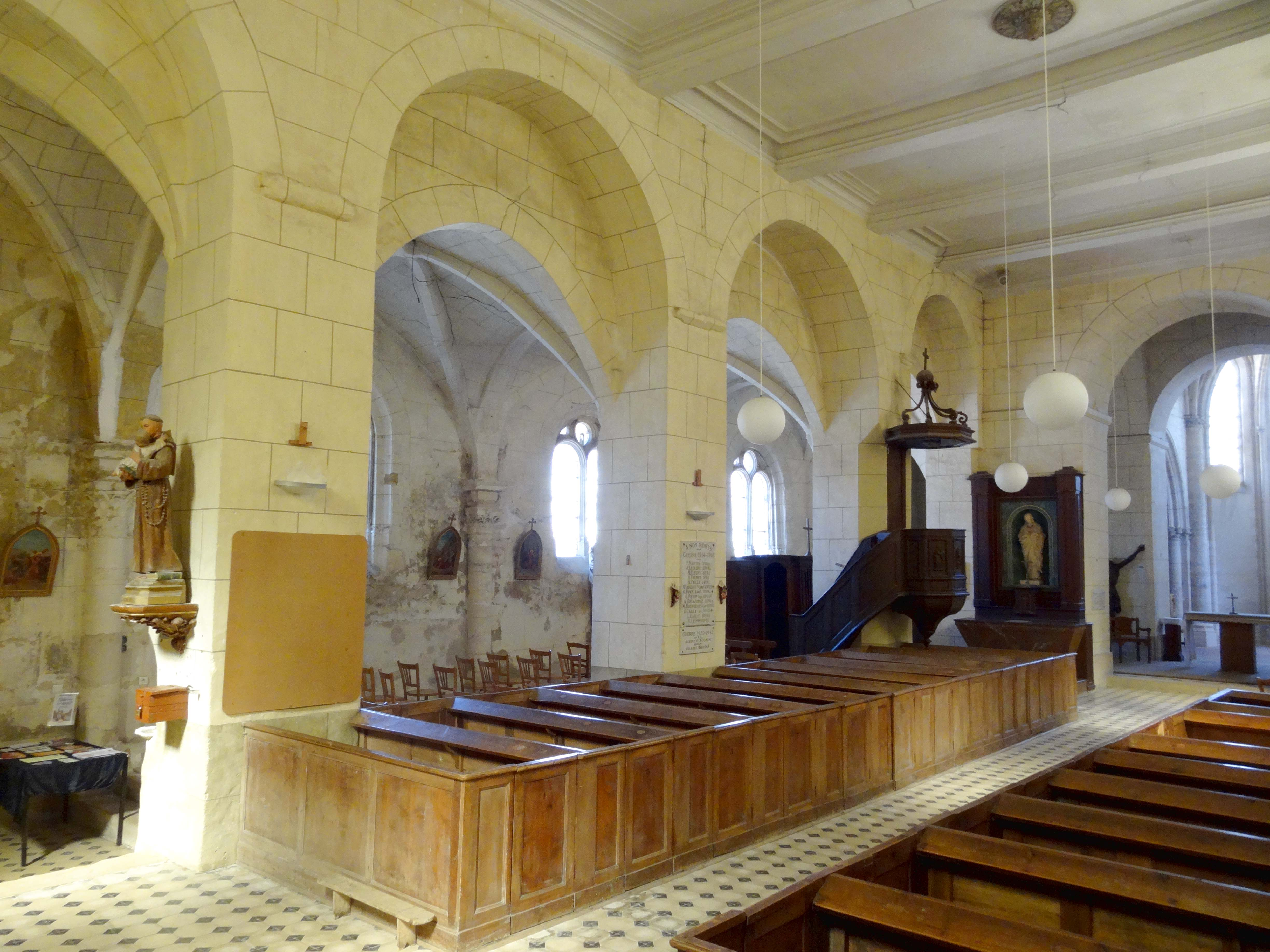
Grandes arcades.
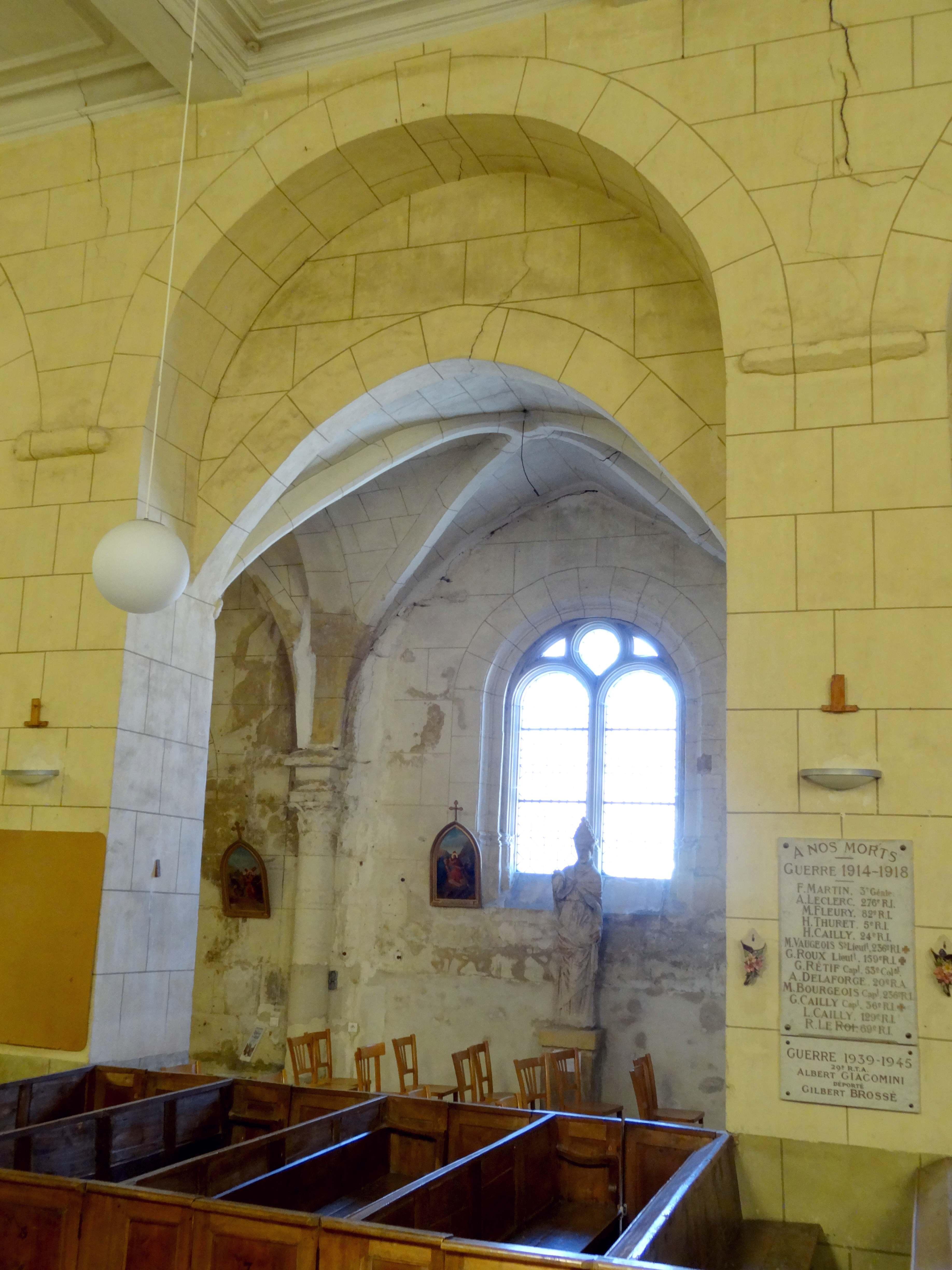
2e grande arcade.
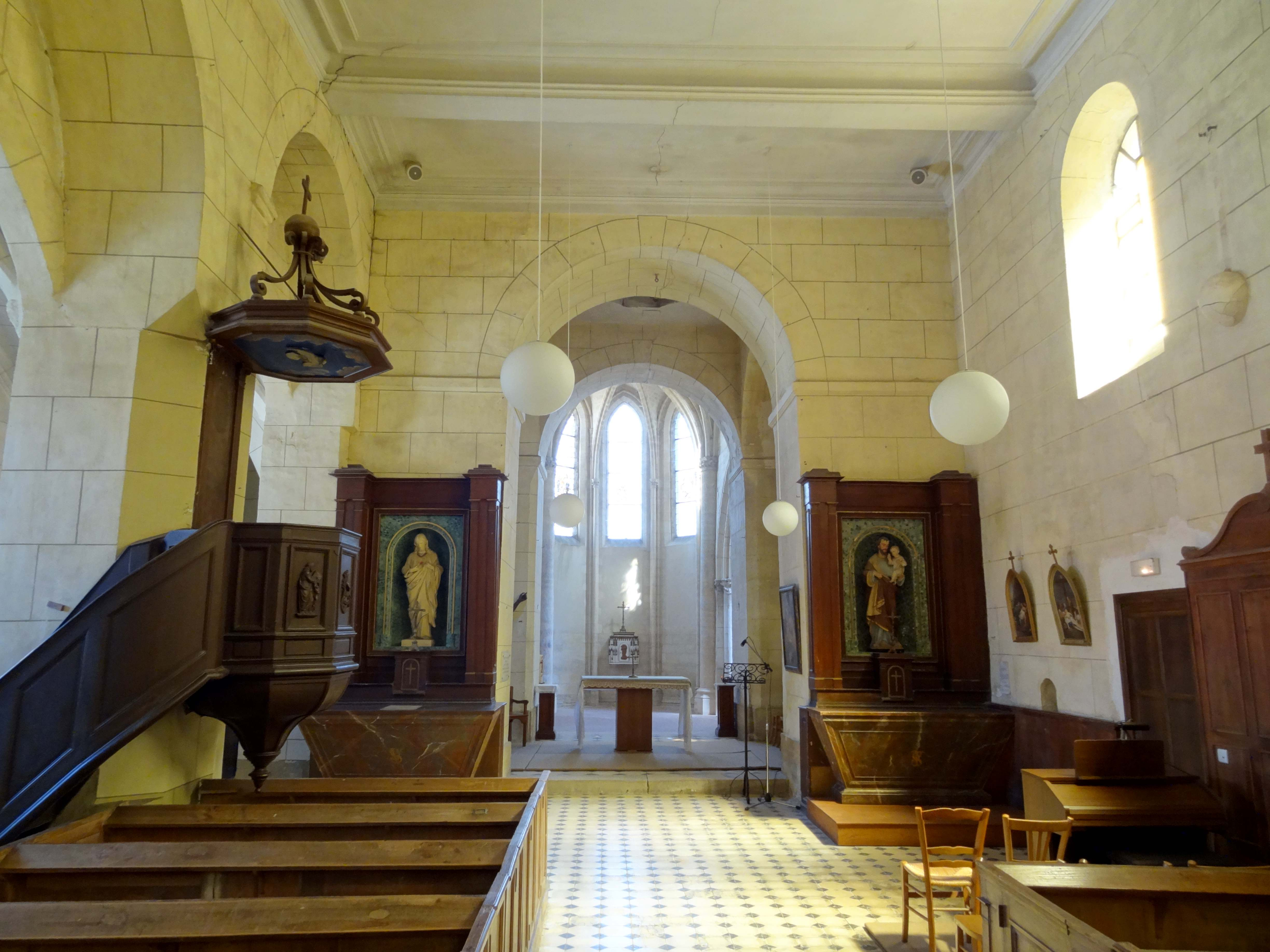
Vue vers l'est.
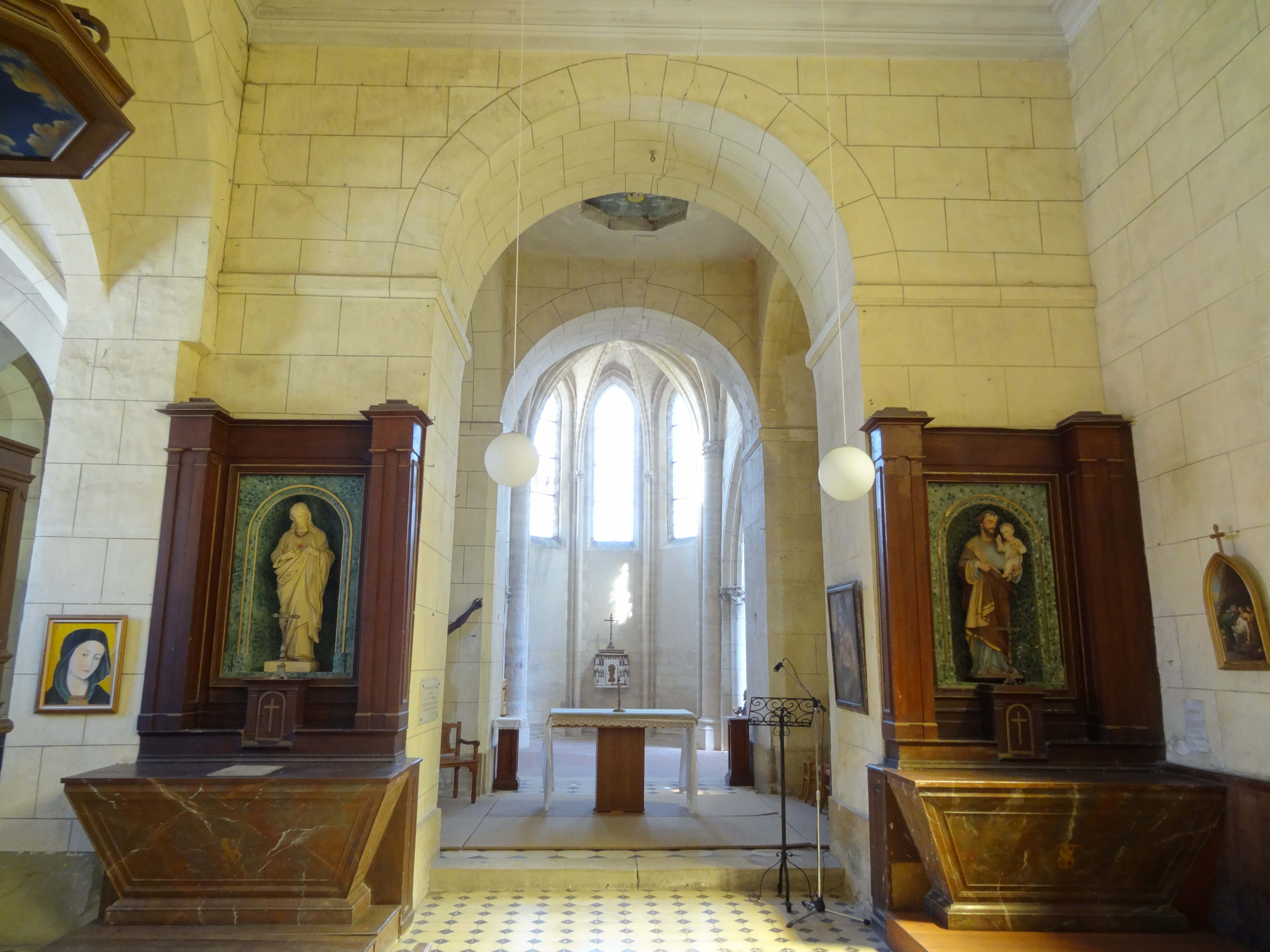
Vue vers l'est.
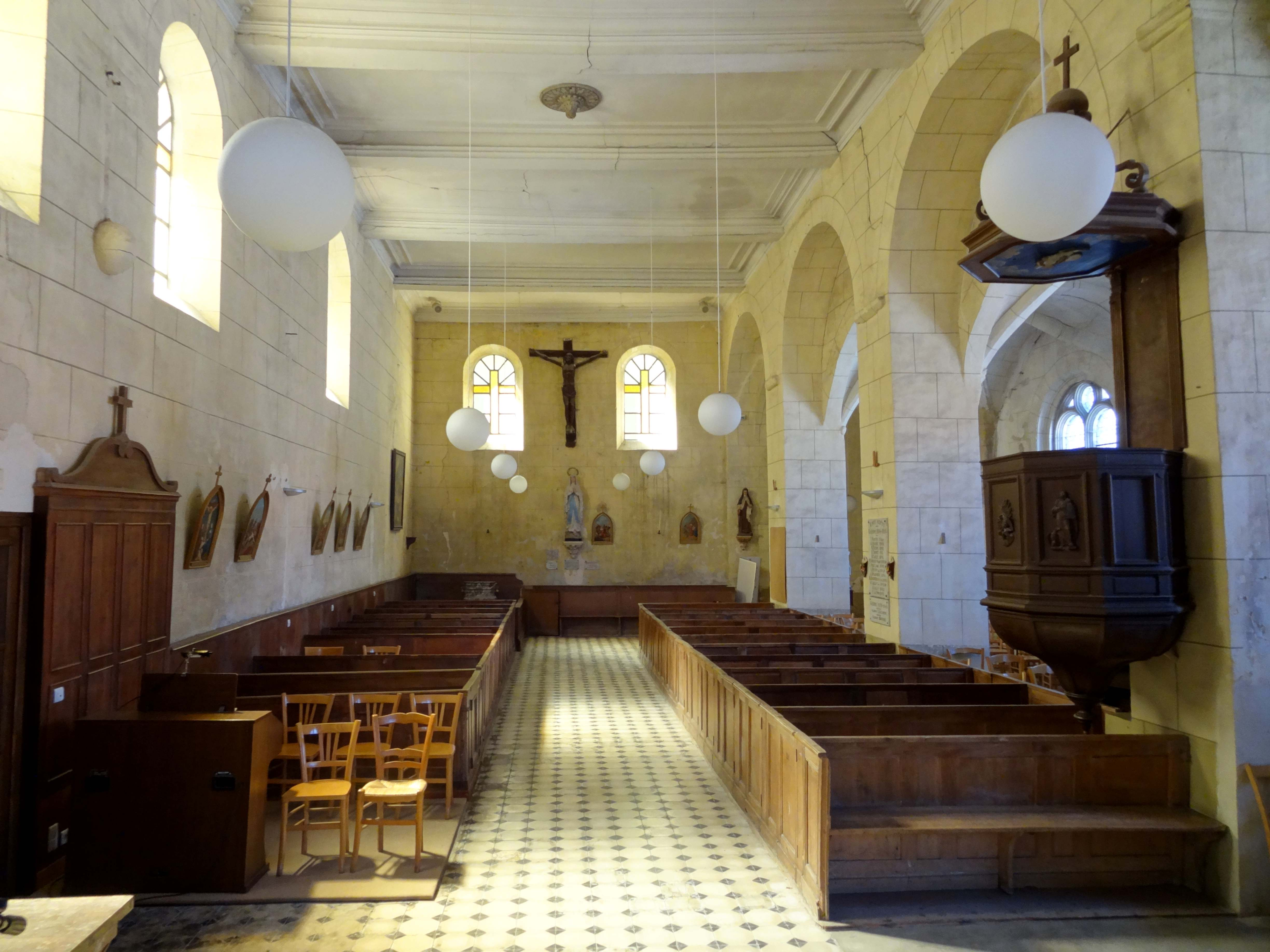
Vue vers l'ouest.
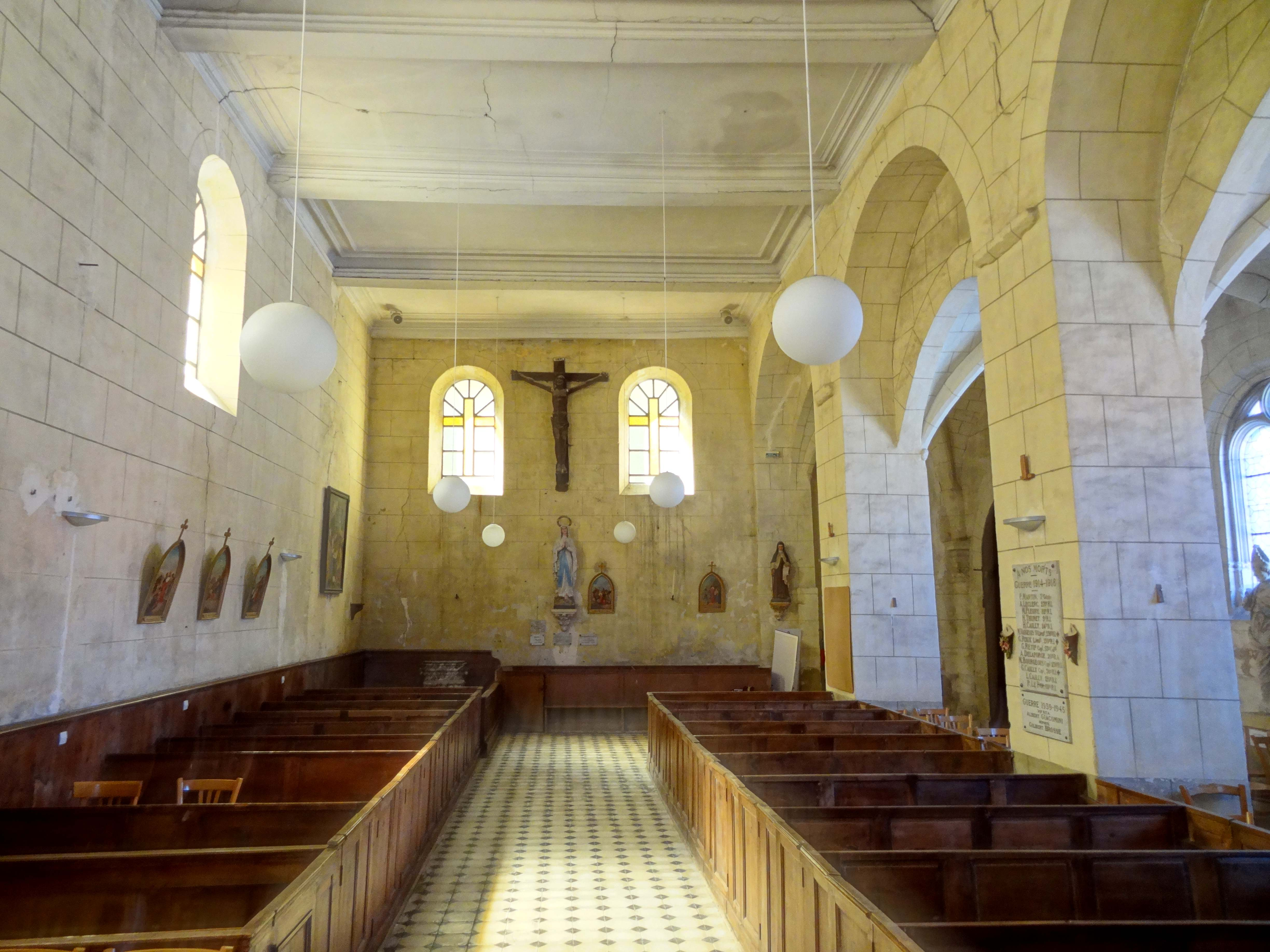
Vue vers l'ouest.

#### Bas-côté

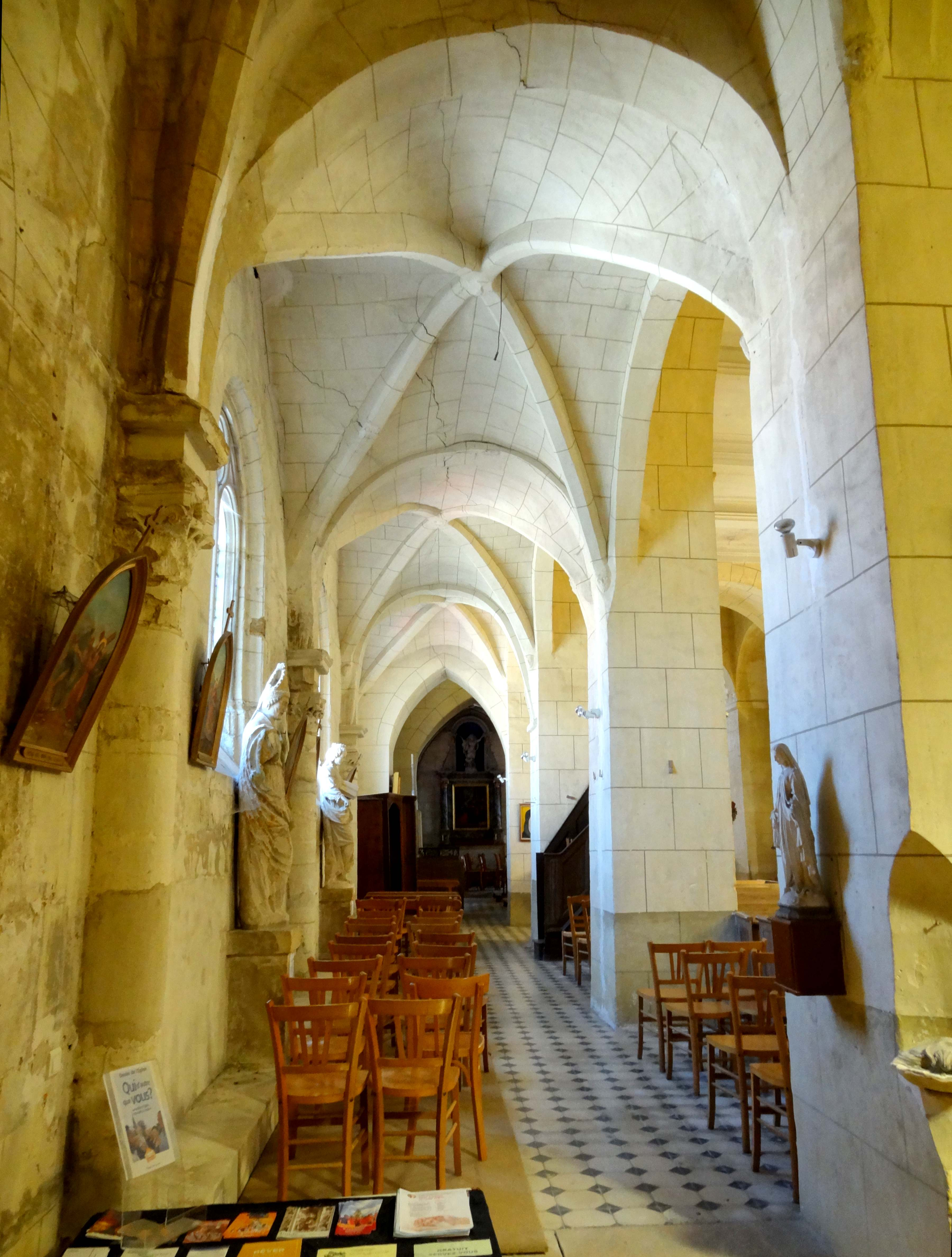
Vue vers l'est.

Dans le bas-côté nord, la première travée se démarque des travées suivantes par sa voûte plus élevée, et son niveau du sol plus bas. Il faut franchir deux marches d'escalier pour accéder à la nef ou aux travées suivantes. En plus, cette travée n'est éclairée par aucune fenêtre. Le portail en plein cintre à double vantail, du côté nord, n'a pas non plus de tympan ajouré. L'ensemble du bas-côté paraît mal construit. Les voûtes notamment sont sommaires et approximatives. Les arcs-doubleaux perpendiculaires et les ogives accusent un tracé irrégulier, et sont fortement déformés. À l'instar des grandes arcades, ils sont simplement de section carrée, et non moulurés. Même les premières voûtes d'ogives de la première moitié du XIIe siècle sont plus évoluées. Les formerets font défaut. Les clés de voûte sont décorées de petits motifs sculptés de facture naïve. L'on identifie encore un calice, une tête d'ange, et une figure de saint auréolé. Une épaisse de couche de plâtre recouvre les nervures et les voûtains, et l'ensemble est pourvu d'un décor peint en faux-appareil. Cet état date certainement de 1738, et Nicolas Le Mercier n'a pas pu fournir un édifice aussi rustique, même s'il doit certainement se faire reprocher de la malfaçon, car autrement, le bas-côté n'aurait pas pu être proche de la ruine moins de deux siècles après sa construction. À l'origine, l'architecture était plus recherchée. Au nord, les voûtes retombent toujours sur des sections d'entablement qui reposent sur les chapiteaux corinthiens de belle facture, portés par des colonnes engagées. Dans la troisième travée, l'on voit, au-dessus des tailloirs, des départs d'ogives à coin émoussé. Ils sont actuellement englobés dans les doubleaux perpendiculaires, tandis que les ogives actuelles se fondent dans les murs. Des modillons sculptés apparaissent à la plupart des retombées. Puisque les ogives ne sont apparemment plus celles de la Renaissance, ces modillons n'occupent pas leur emplacement actuel. Parmi les motifs, l'on recense la salamandre de François Ier, dans l'angle sud-ouest de la quatrième travée, ce qui n'aurait aucun sens au XVIIIe siècle, mais représente aussi un anachronisme du temps de l'activité de l'architecte Nicolas Le Mercier. Les autres motifs sont des têtes humaines, qui sont souvent abîmées, et ne reflètent plus aucun courant stylistique particulier. Il y a aussi un homme vert. Restent à signaler les trois fenêtres, qui sont en plein cintre, et arborent le remplage Renaissance standard, avec deux formes en plein cintre surmontées d'un oculus. Leur modénature est soignée, et le rattachement à l'époque du porche ne fait ici aucun doute.

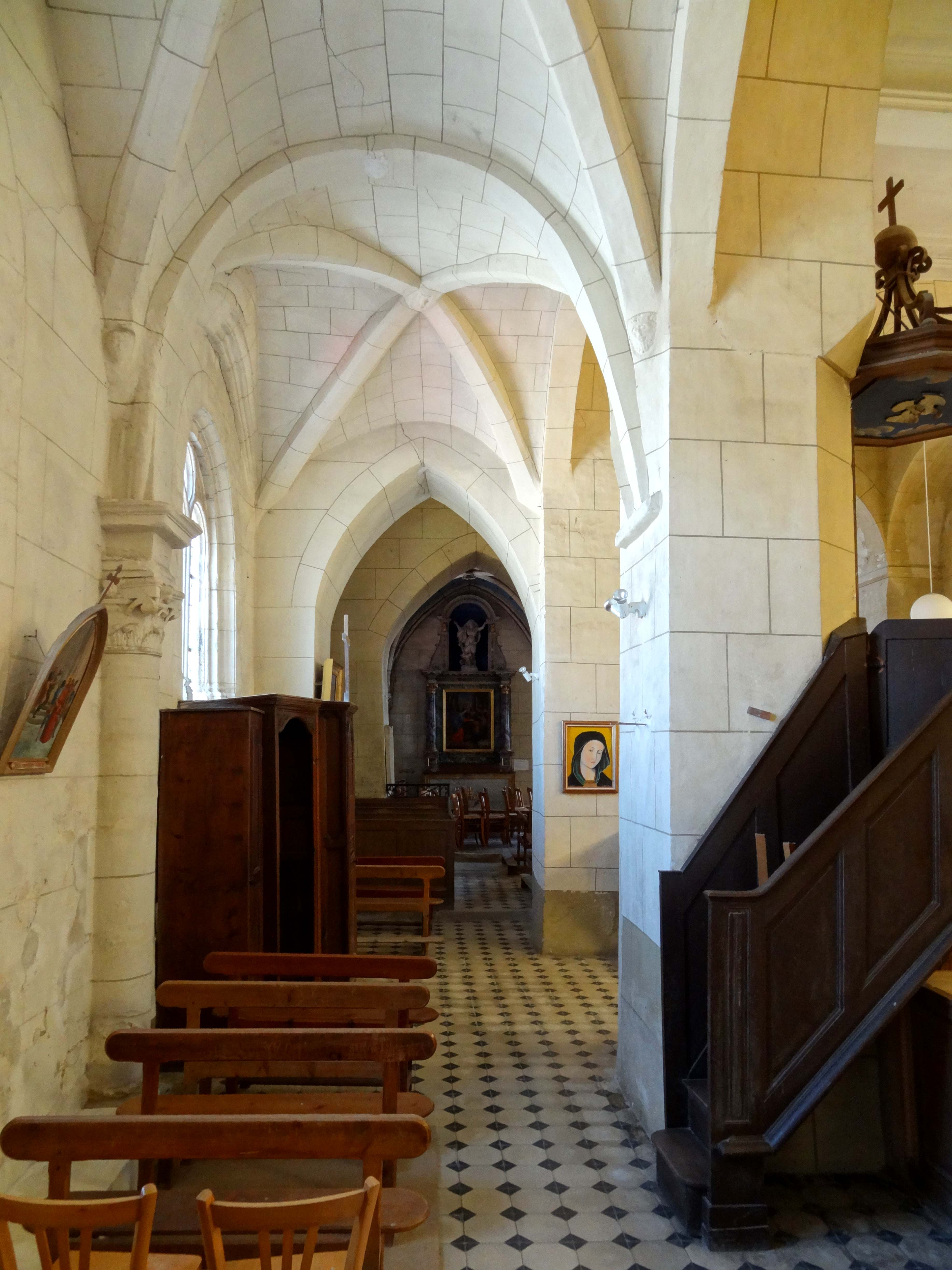
Vue vers l'est.
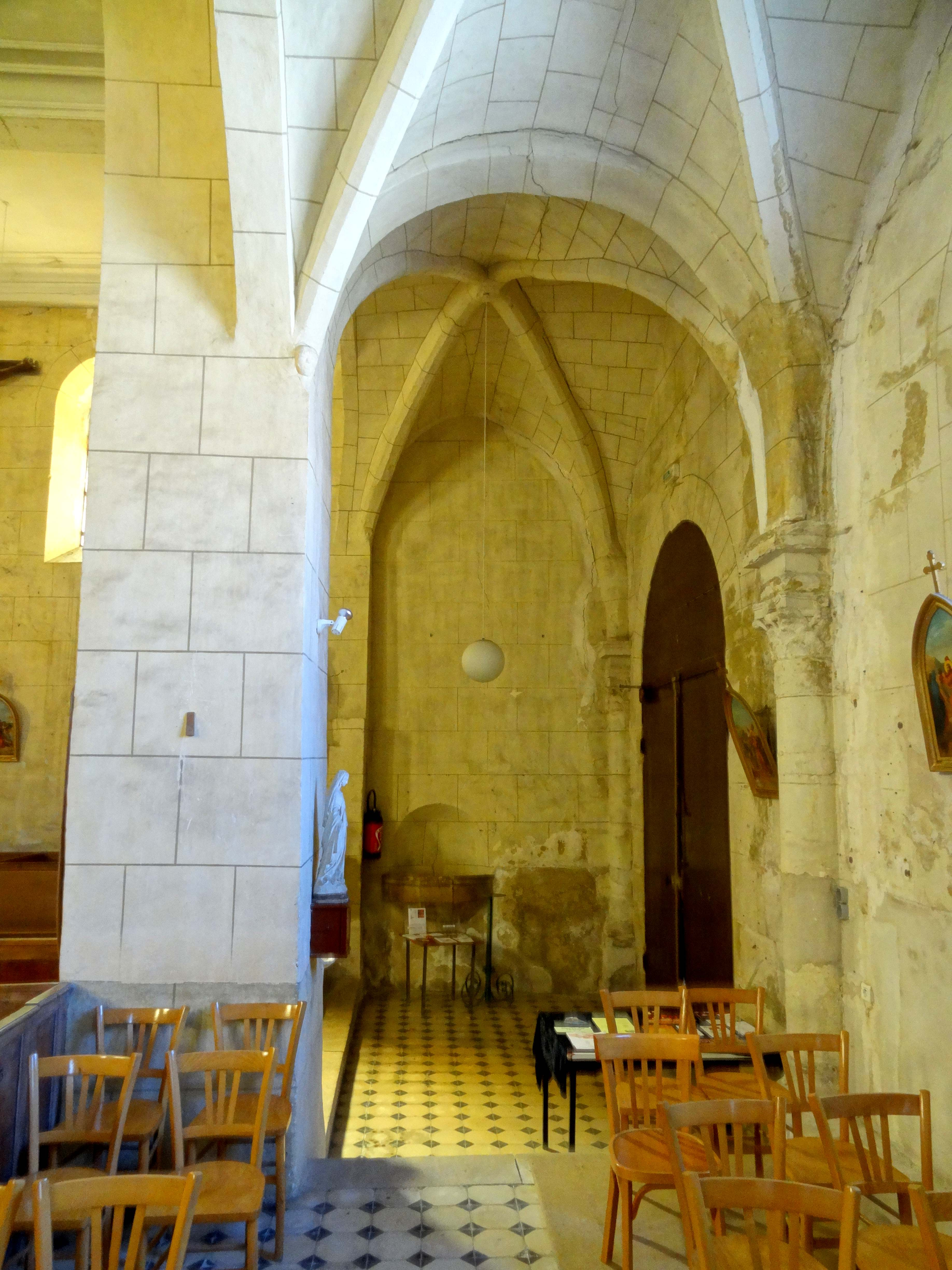
Vue vers l'ouest.
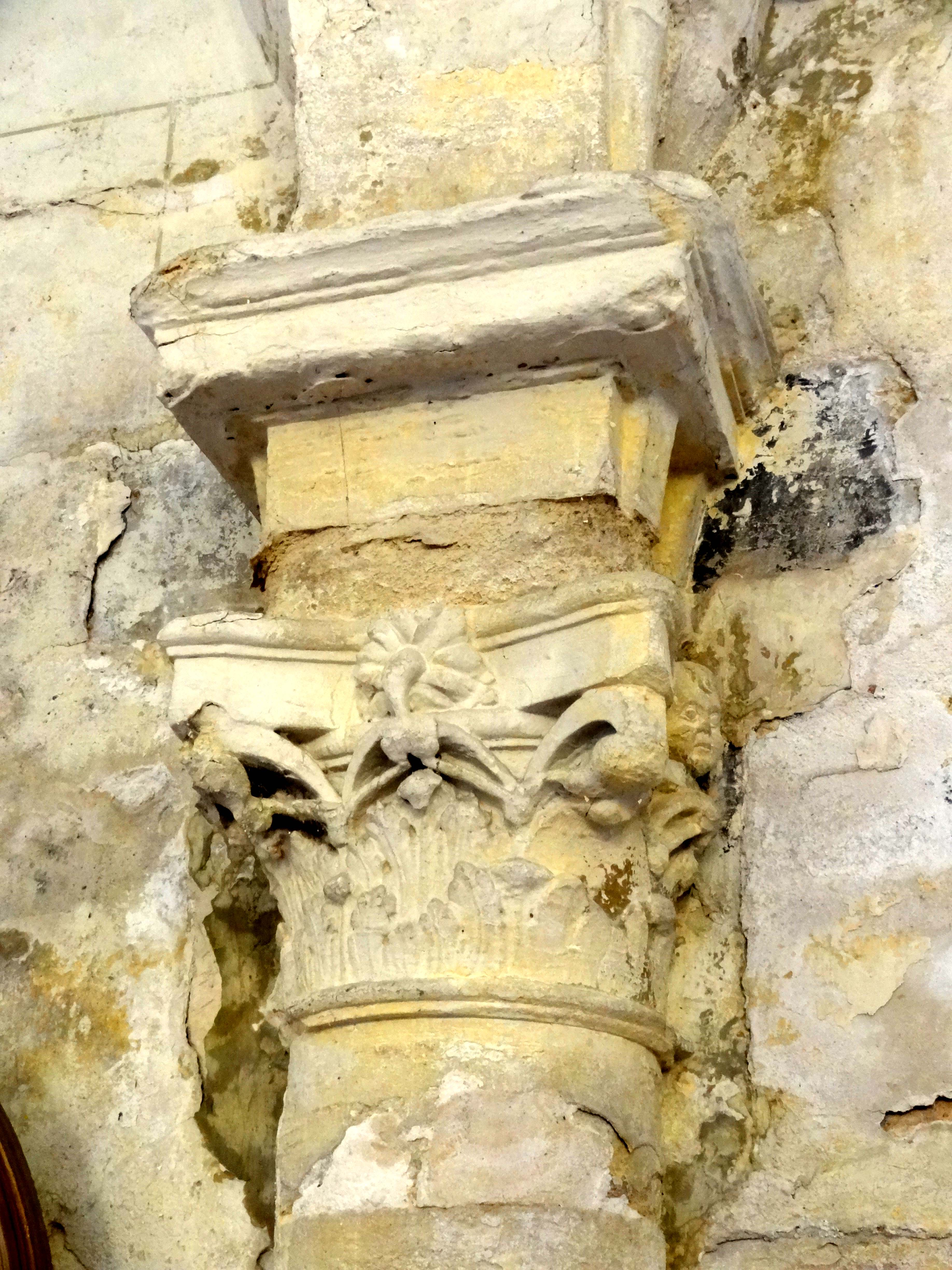
Chapiteau corinthien du 2e doubleau.
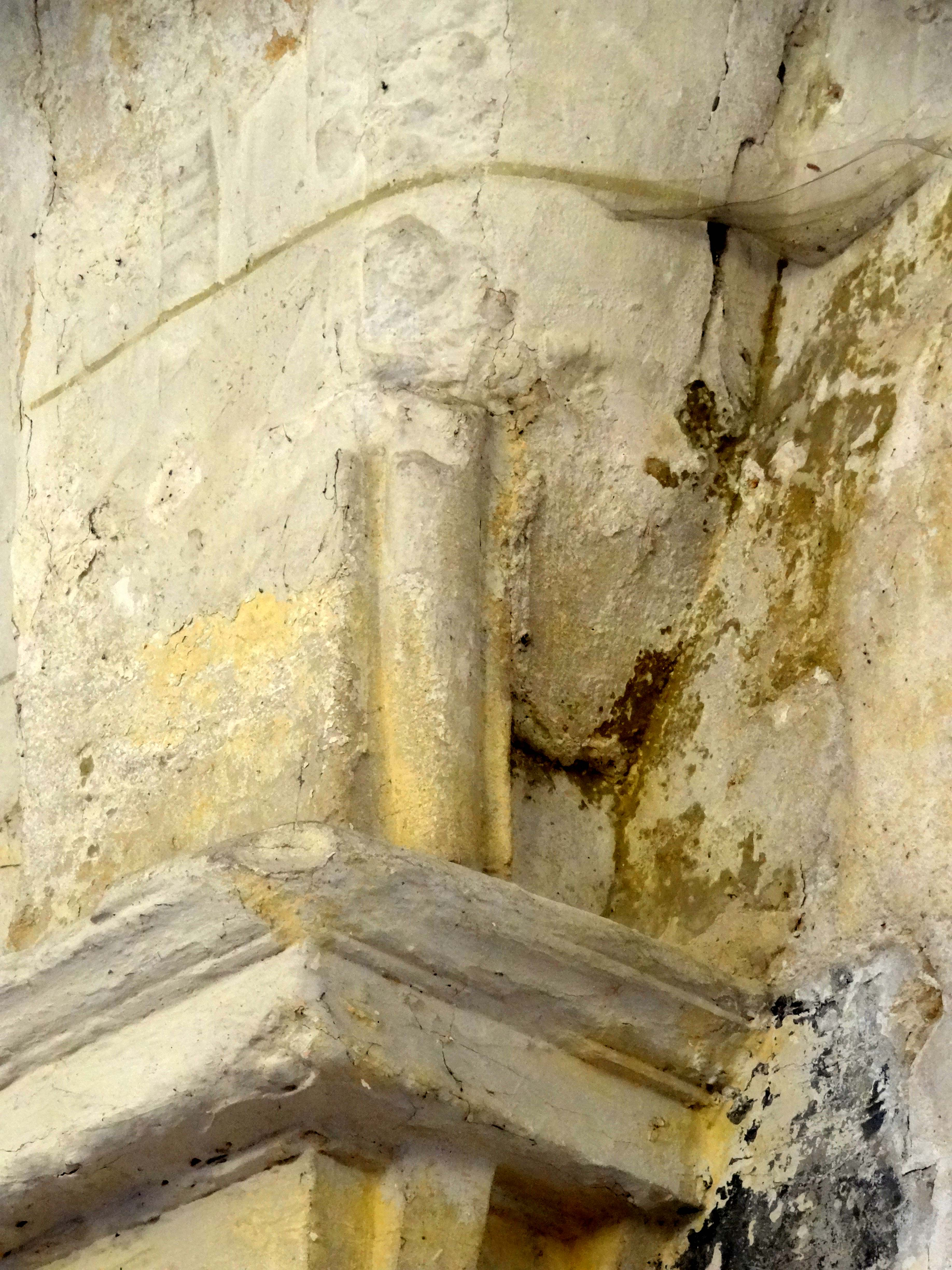
Départ d'ogive dans la 3e travée.
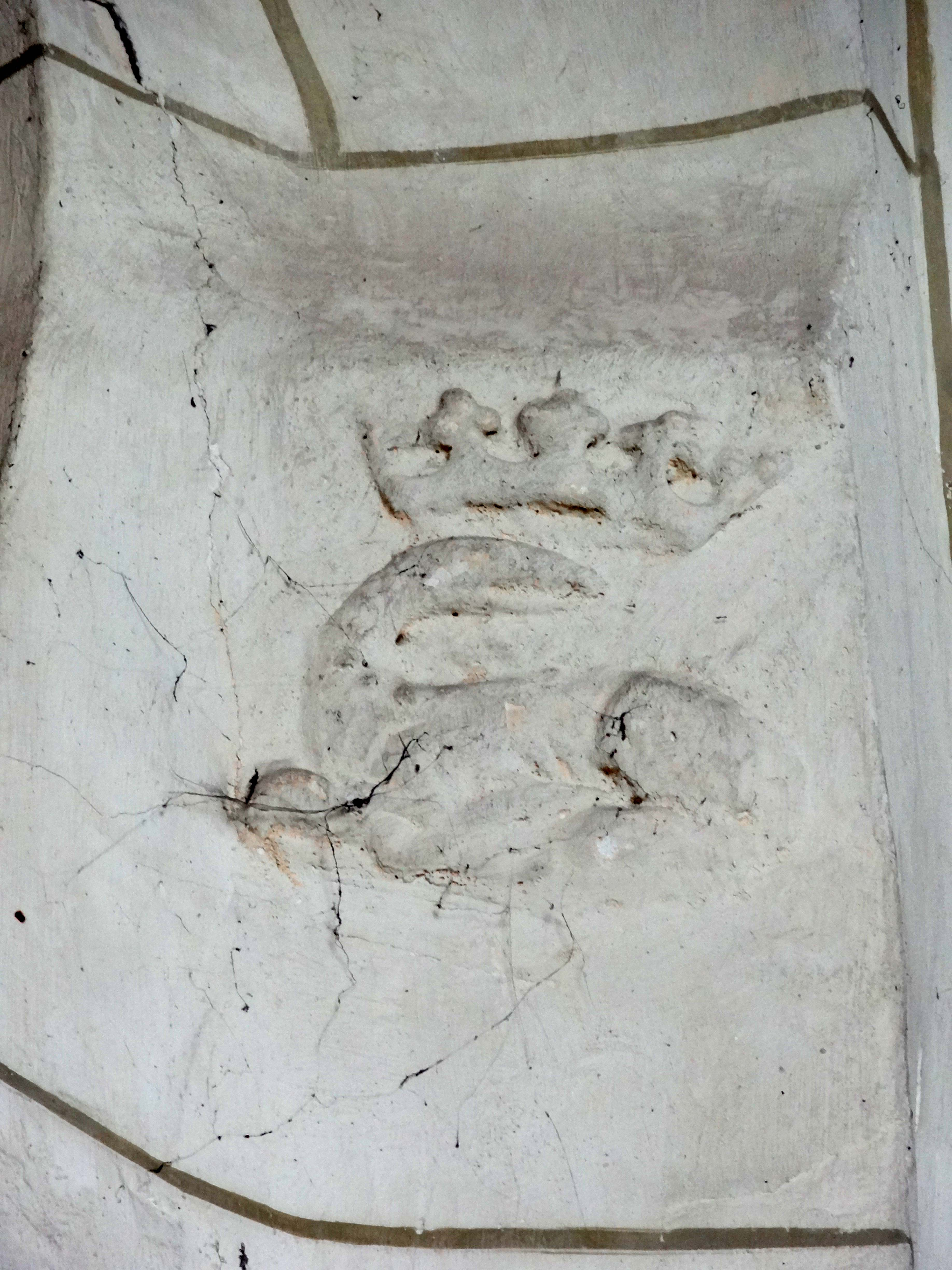
Cul-de-lampe - salamandre.
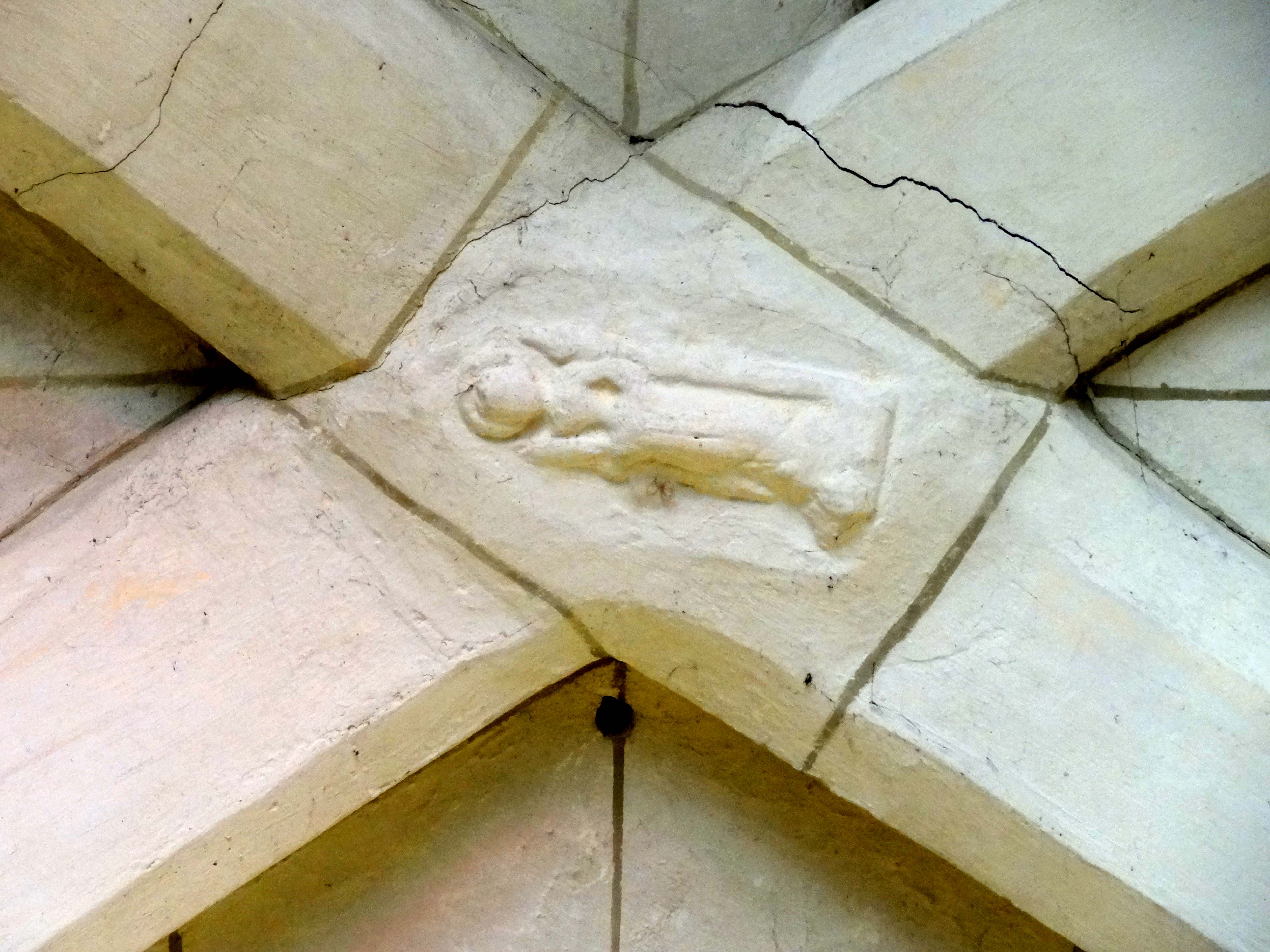
Clé de voûte de la 4e travée.

#### Transept

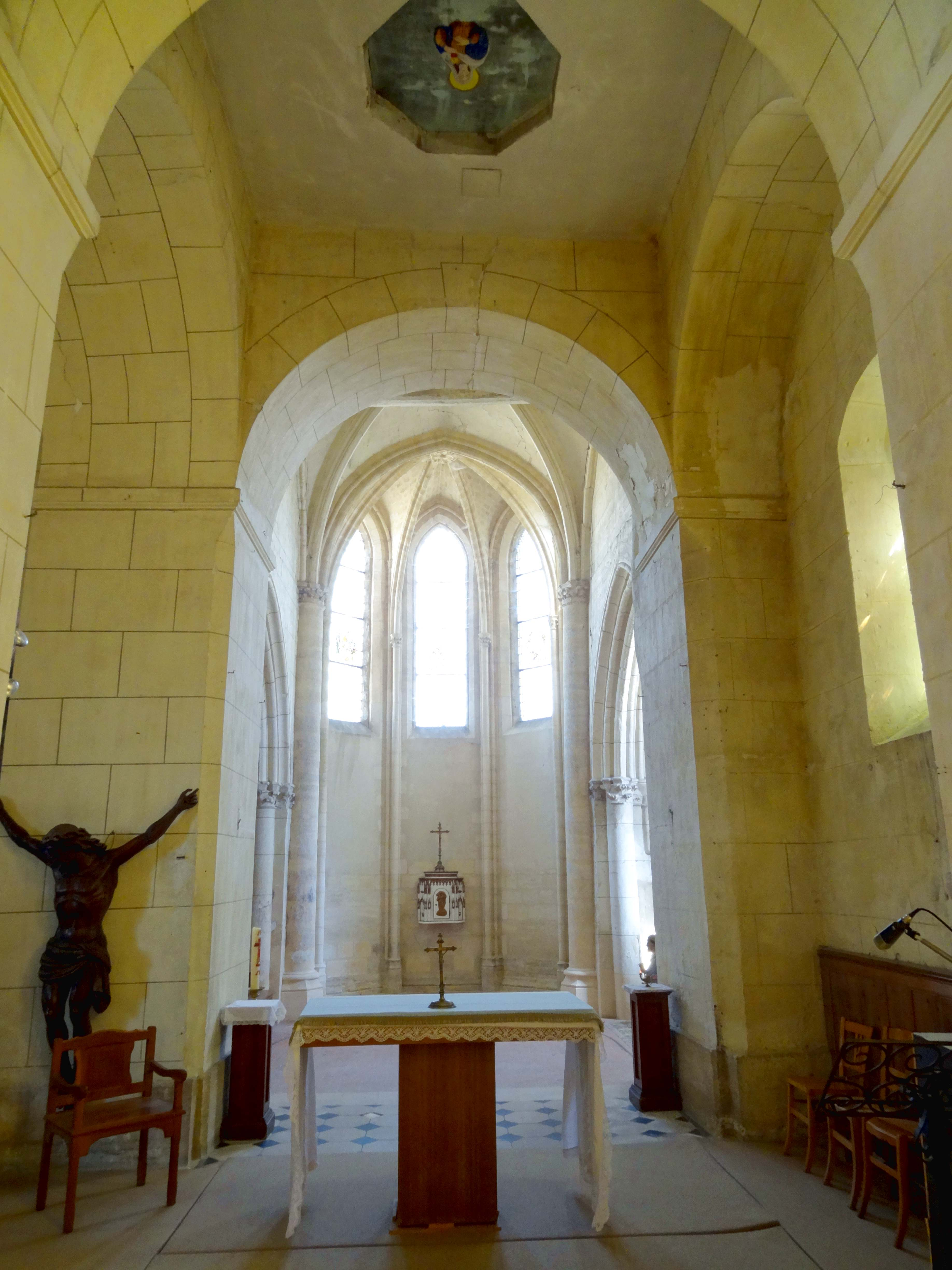
Croisée du transept (base du clocher), vue vers l'est.

La croisée du transept est plus de moitié moins large que la nef. Cette différence de largeur est caractéristique des églises à nef non voûtée, et la nef qui précédait celle du XVIIIe siècle n'était donc probablement pas de plan basilical. Il n'est donc pas probable qu'il y ait eu un bas-côté du côté sud. En revanche, l'existence ancienne d'un transept complet est plausible, car le carré du transept présente une arcade bouchée du côté sud. Le mur qui bouche l'arcade est percée d'une fenêtre en anse de panier, qui devrait dater du XVIIIe siècle. Depuis la nef, la croisée du transept s'ouvre par une arcade en plein cintre, qui ressemble assez aux grandes arcades au nord de la nef. Contrairement à celles-ci, elle est munie d'impostes, dont le profil se compose d'un bandeau et d'un listel dans l'échine en dessous de celui-ci. Les impostes se continuent sur le mur oriental de la nef, et sur les piliers carrés à l'intérieur de la croisée du transept. À l'intérieur de la croisée du transept seulement, les piliers ont les arêtes taillées en biseau. Ils sont dépourvus de bases. Les deux arcades latérales et l'arcade vers le chœur sont analogues à celle déjà décrite. Le plafond est plat. Dans son ensemble, cette architecture austère évoque beaucoup plus l'époque néo-classique que l'époque romane. Le profil des impostes n'est pas roman, et les arêtes des piliers ne sont pas chanfreinées avant le début du XIIe siècle, quand l'architecture est en même temps déjà beaucoup moins dépouillée, avec par exemple des arcades à double rouleau, qui réduisent l'impression de lourdeur. La comparaison avec le transept de Juziers, qui date du XIe siècle, est là pour le démontrer. D'autre part, l'on peut faire le rapprochement avec les bases de clochers centraux néo-classiques au milieu d'églises plus anciennes, comme Brenouille ou Trumilly. L'on ne peut bien sûr pas exclure l'origine romane de la structure, mais les preuves font défaut. Il en va de même du croisillon nord. Cette partie de l'église est dénuée de tout intérêt. Elle est éclairée par une fenêtre en plein cintre depuis le nord, qui est munie d'un ébrasement contrairement à celles de la nef. L'on note le tracé en cintre surbaissé de l'ébrasement, qui a peut-être été retaillée. Les grandes arcades vers le bas-côté et vers la chapelle latérale du chœur, strictement identiques, sont en tiers-point, et dépourvues de supports, et de toute forme de décoration. Ces arcades ont dû être percées à la période gothique, et le bas-côté Renaissance avait donc un prédécesseur.

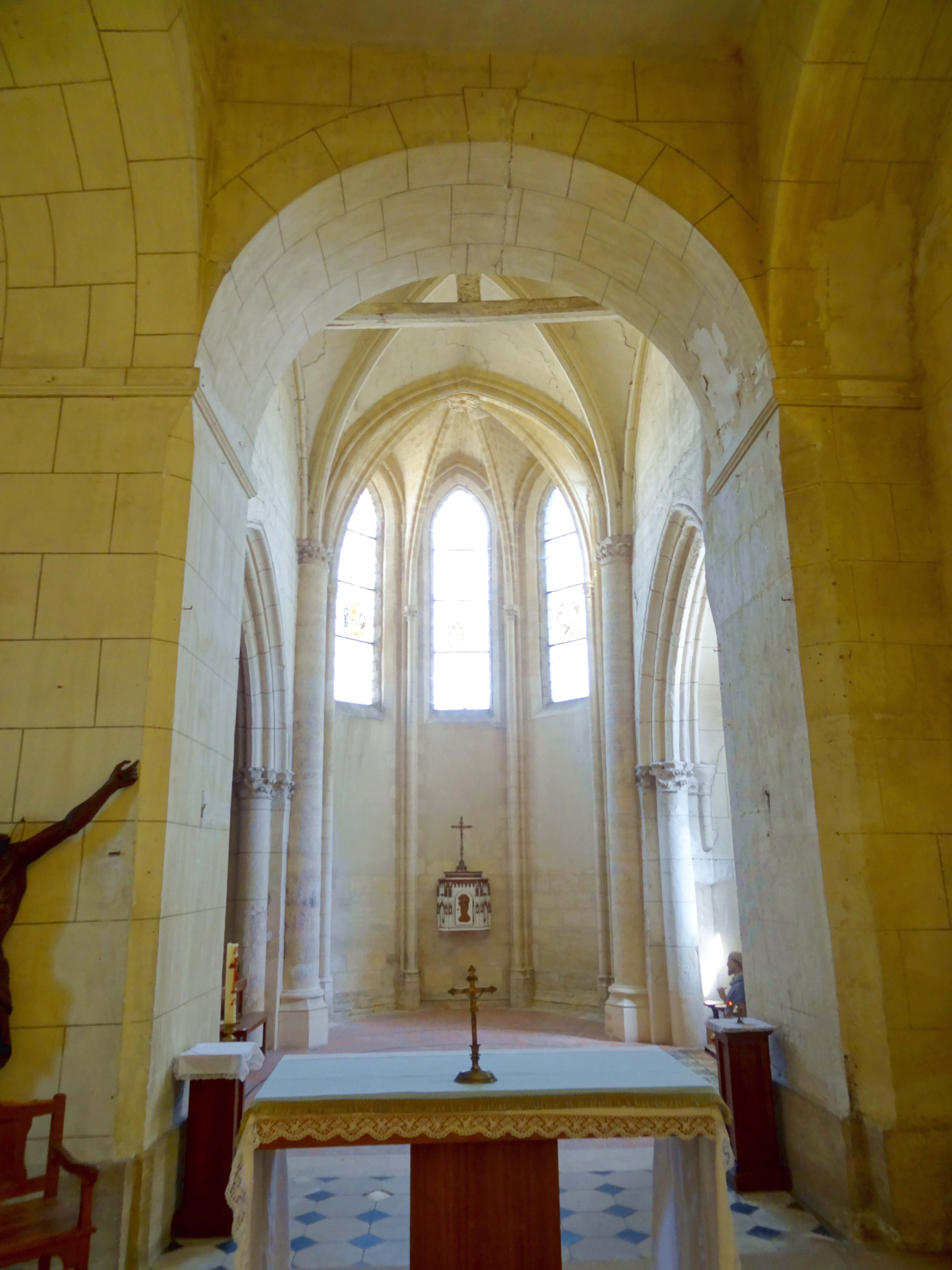
Croisée, vue vers l'est.
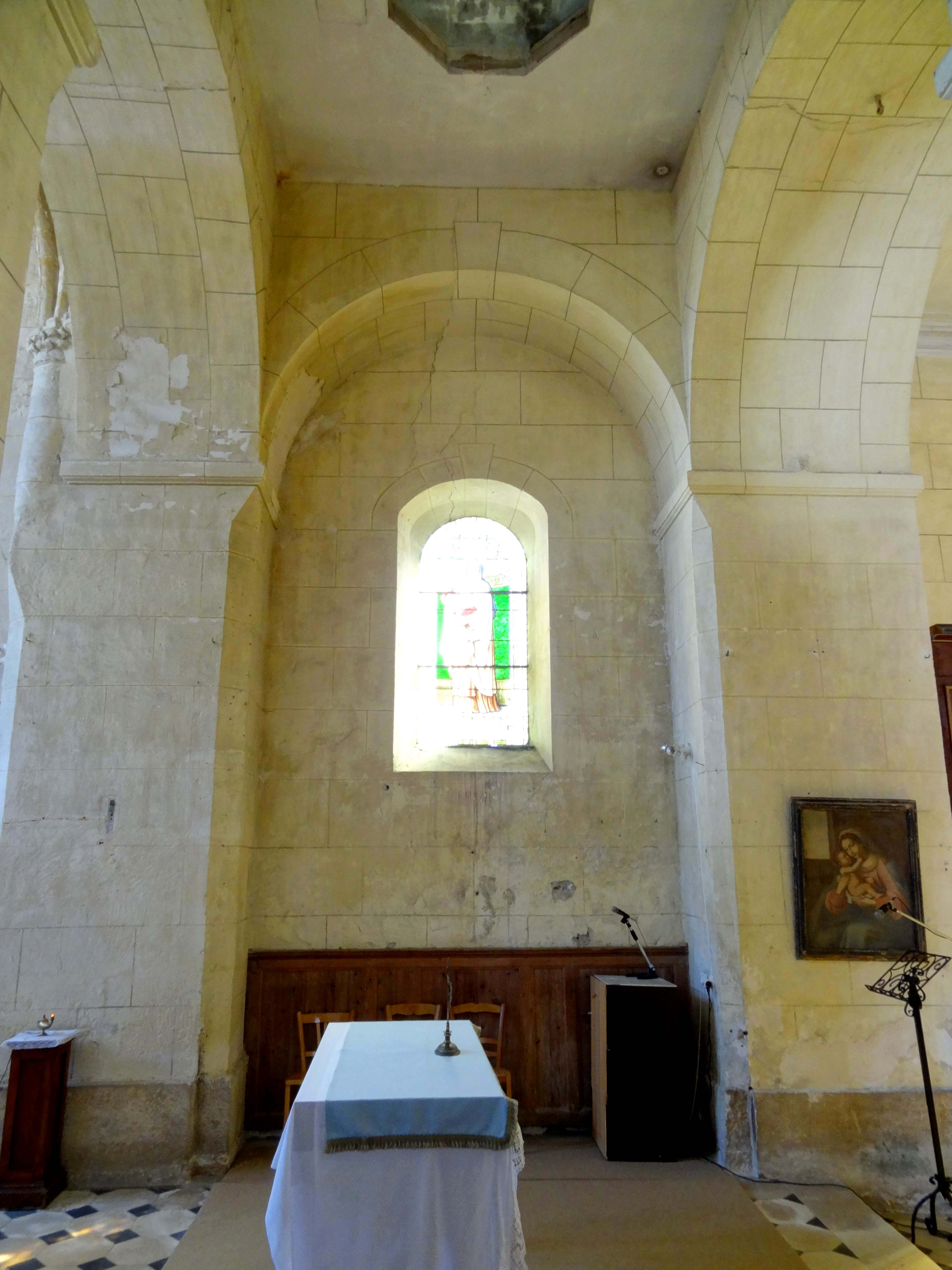
Croisée, vue vers le sud.
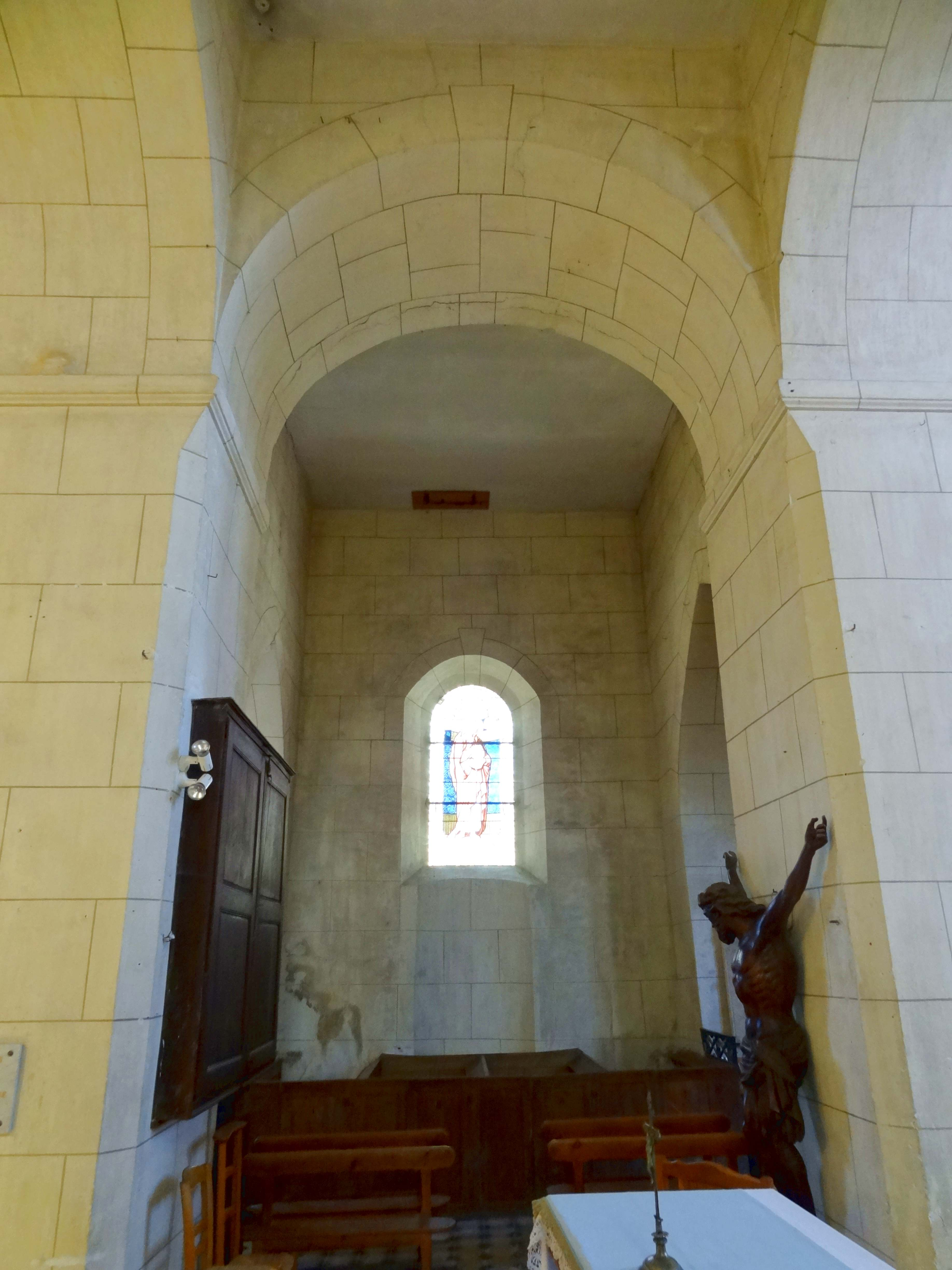
Croisée, vue vers le nord.
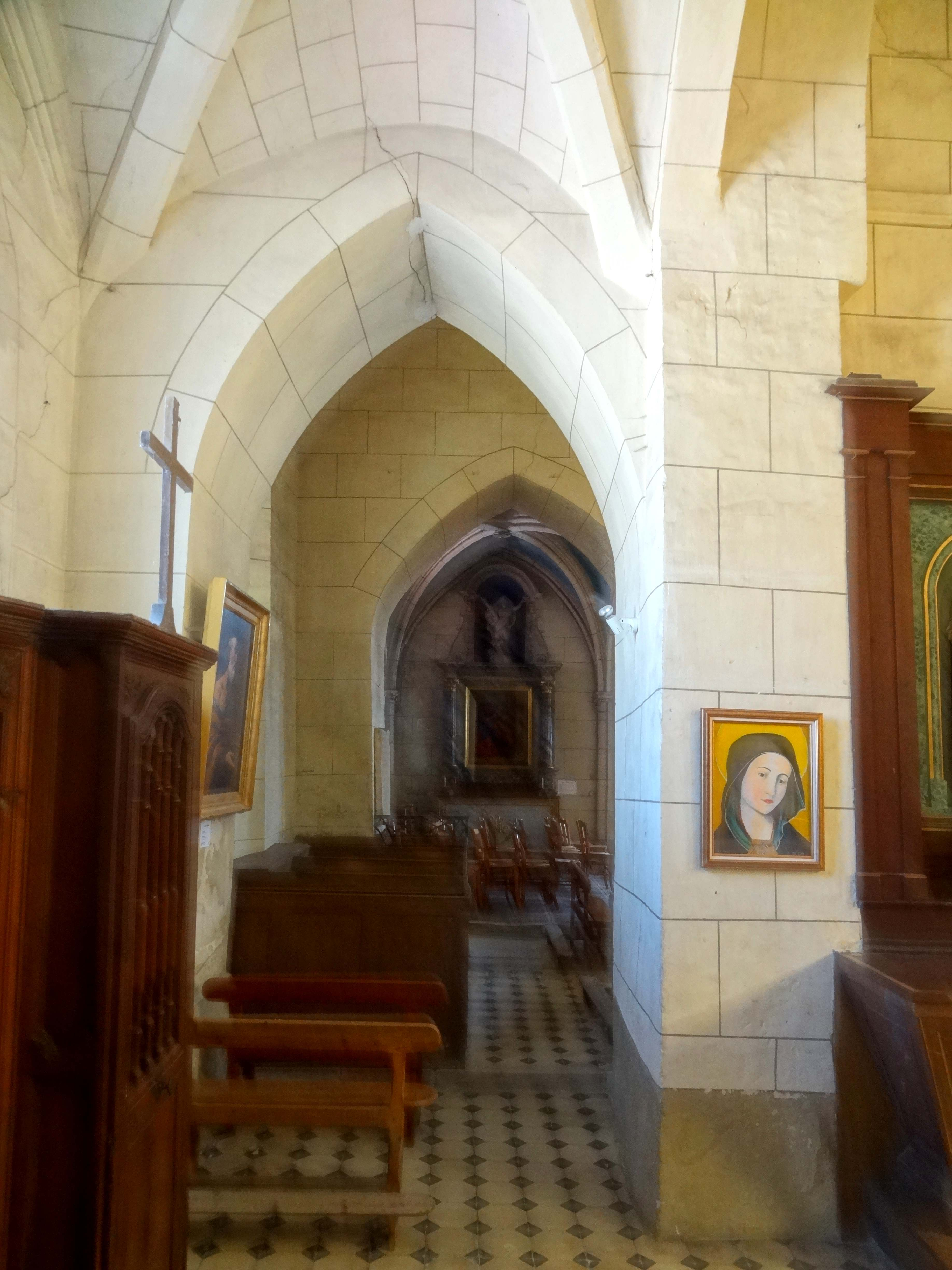
Croisillon, vue depuis le bas-côté.
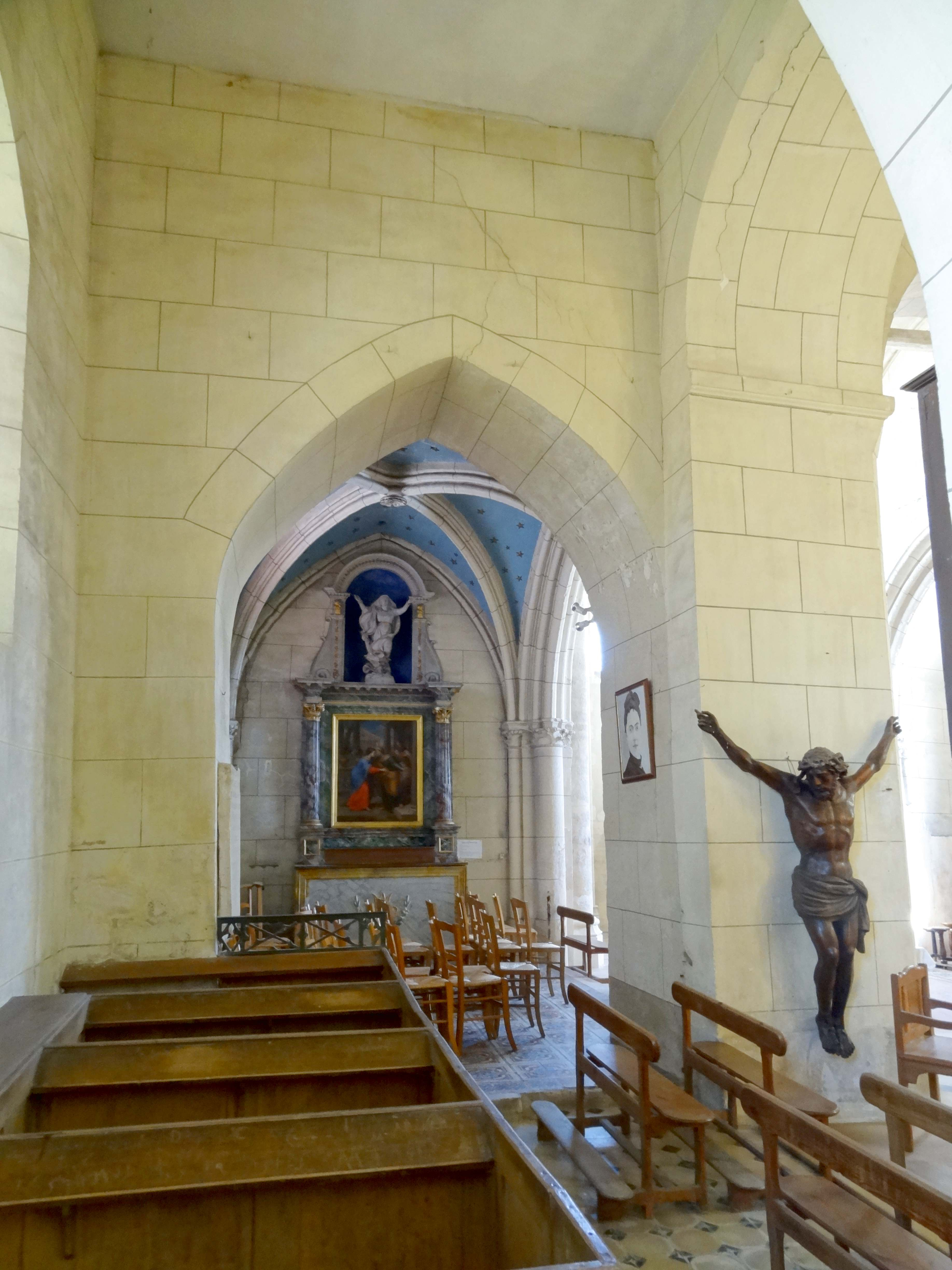
Croisillon, vue vers l'est.
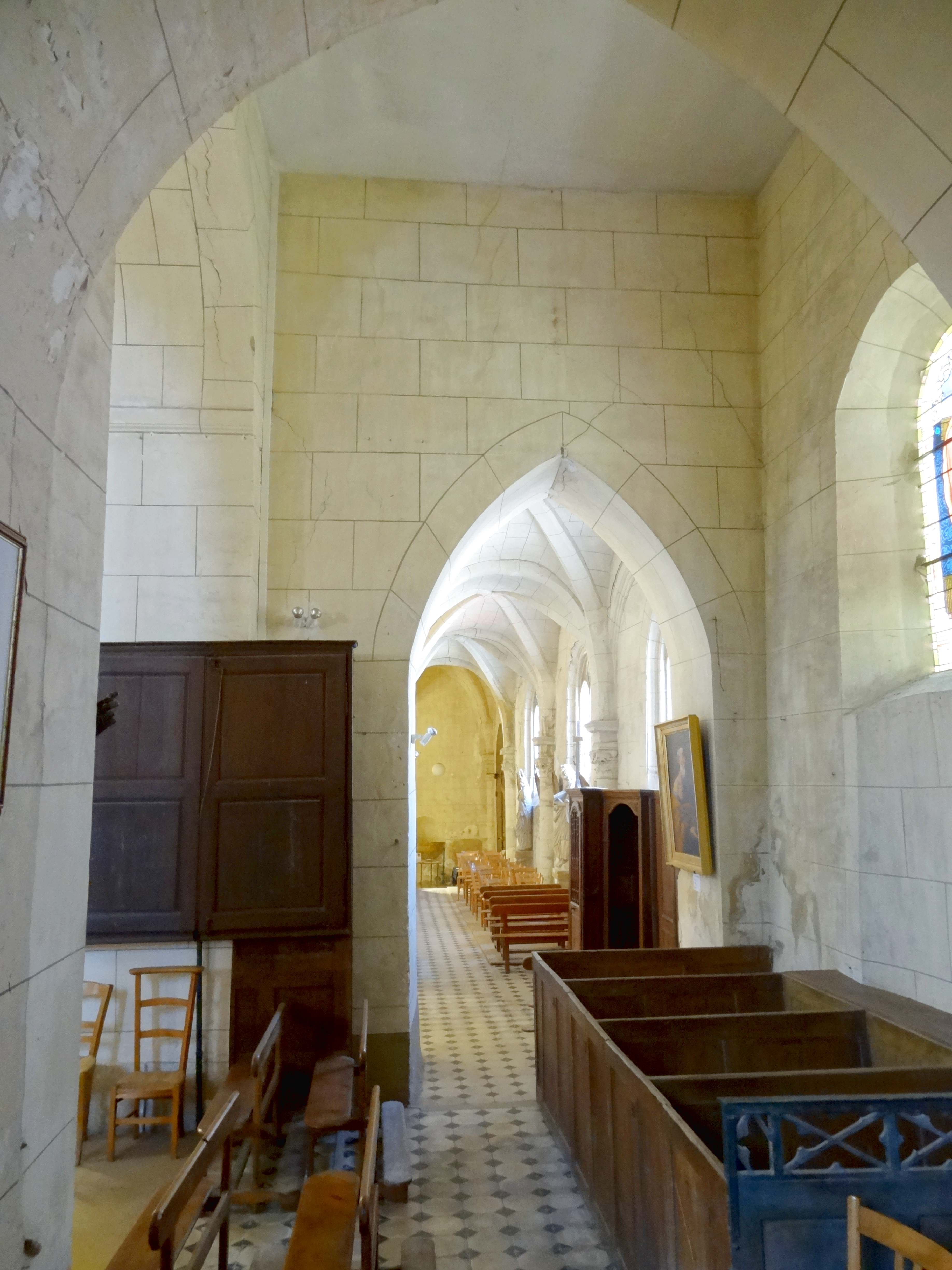
Croisillon, vue vers l'ouest.

#### Chœur et chapelles latérales

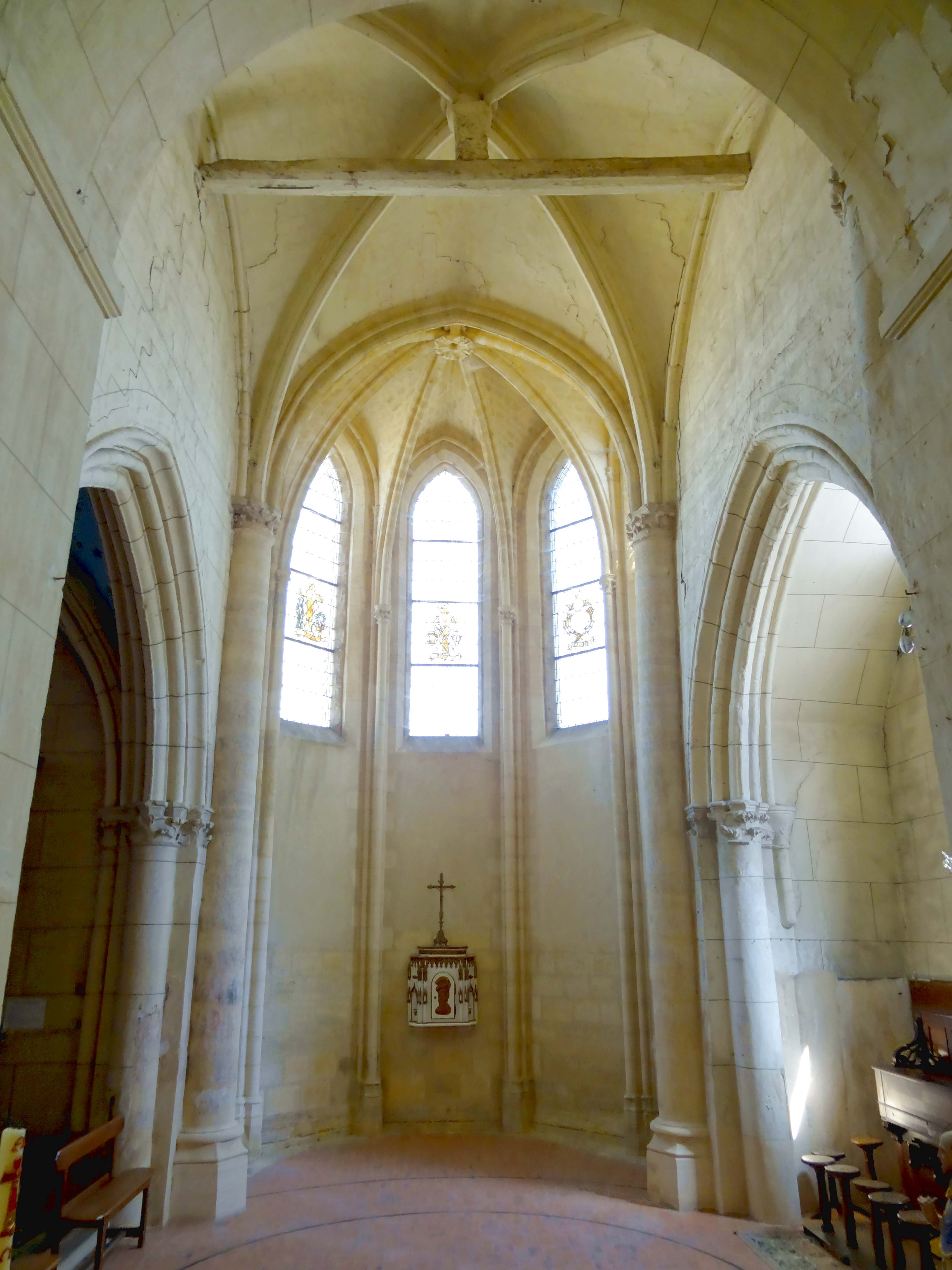
Chœur, vue vers l'est.

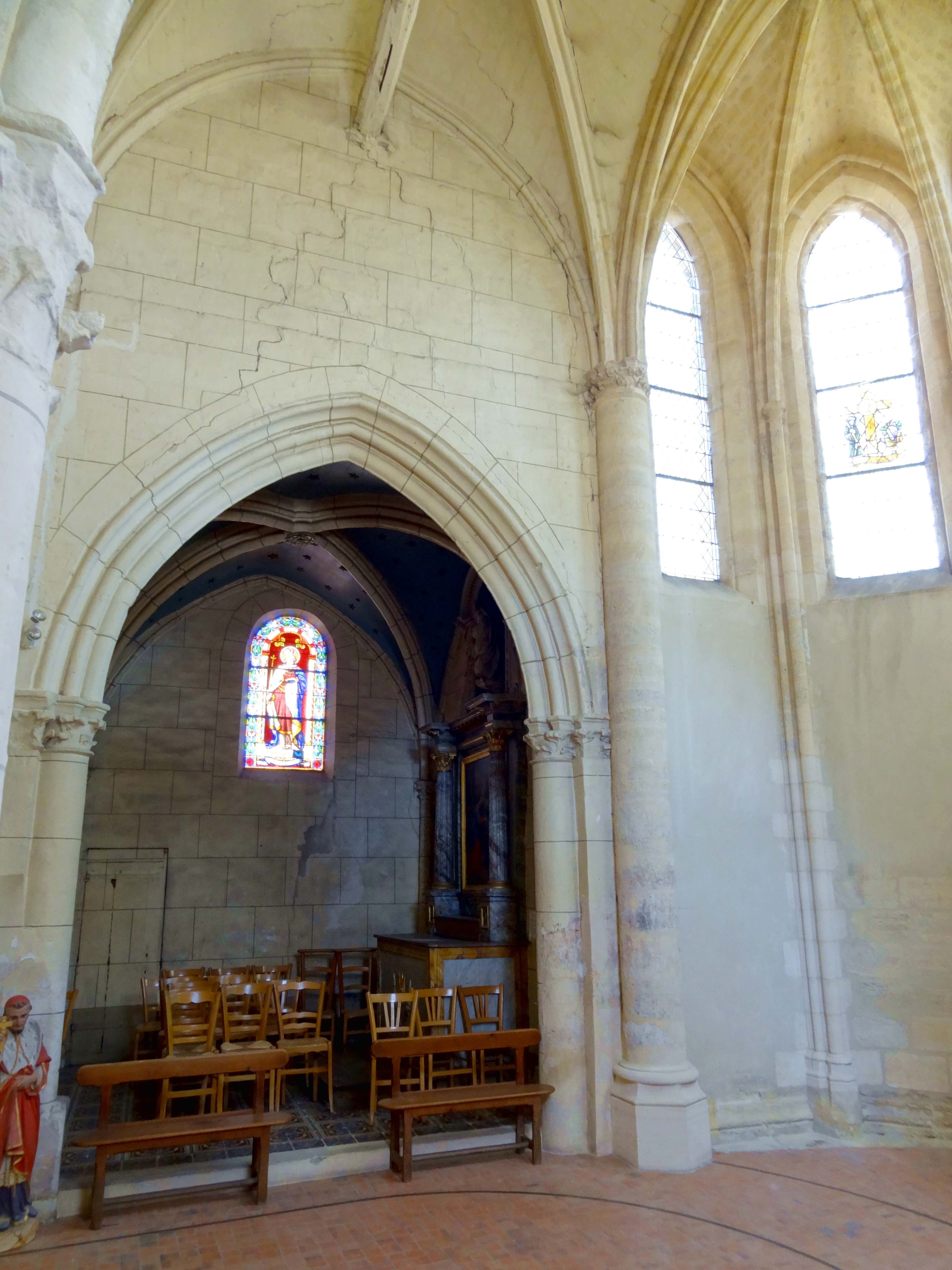
Chœur, vue vers le nord.

Par leur architecture soignée, l'élancement du vaisseau central, et la faible envergure des simplifications intervenues lors des réparations successives, les parties orientales se démarquent positivement des autres parties de l'église. La première travée du chœur est de plan carré, et un peu plus large que le carré du transept. L'abside n'a que les deux tiers de la profondeur de la travée droite. La chapelle latérale nord est des mêmes dimensions que la travée droite. La chapelle latérale sud n'a pas été achevée, ou a été partiellement démolie, comme le donne à penser la fenêtre avec son ébrasement en anse de panier du côté sud. Cette démolition se situerait à l'époque de la reconstruction de la nef, et a enlevée tout caractère à la chapelle. L'architecture du chœur se caractérise comme suit. Les ogives et le doubleau intermédiaire partagent le même profil, qui est d'un tore en forme d'amande entre deux petits tores, qui prennent du recul et sont placés devant un bandeau chanfreiné. Le tore médian est garni d'un mince filet, comme fréquemment à la fin du XIIIe siècle et au XIVe siècle, mais autour de la clé de voûte de l'abside, les filets ont disparu. Les ogives forment un cercle autour de la clé de voûte de la première travée, qui est malheureusement transpercée par un entrait consolidant l'étrésillon déjà signalé. À Cormeilles-en-Vexin, deux voûtes de la nef sont défigurées de la même manière. Des étrésillons en fer pourraient assumer la même fonction d'une manière beaucoup plus discrète. La clé de voûte de l'abside est sculptée d'une couronne de feuillages, et flanquée d'une tête sculptée du côté ouest, comme fréquemment dès le début du XIIIe siècle. Il y a des formerets toriques.
Les ogives, les formerets et les doubleaux sont reçus individuellement sur des tailloirs hexagonaux, qui sont de faible hauteur, et profilés d'un tore, d'un filet et d'un cavet. Dans les angles nord-ouest et sud-ouest du chœur, ainsi qu'au niveau du doubleau intermédiaire, les tailloirs sont portés par un chapiteau unique, qui repose sur une colonne engagée. La corbeille circulaire est sculptée de deux rangs de feuilles polylobées déchiquetées, comme on les rencontre régulièrement au XIVe siècle. L'on ne voit pas pour quelle raison Bernard Duhamel affirme que les ogives et leurs supports manquent d'authenticité. L'architecture rayonnante ne connaît pas uniquement des faisceaux de grêles colonnettes multiples, mais aussi des supports tels qu'on les voit à Évecquemont, comme par exemple à la chapelle sud de Pontpoint ou au chœur de Rousseloy. Plus conformes à l'attente sont les supports dans les angles de l'abside. Selon un parti fréquent, les formerets ont aussi une vocation décorative, et entourent les fenêtres, qui sont des lancettes simples non décorées. Les chapiteaux des formerets sont implantées au niveau des impostes des baies, et situés beaucoup plus hauts que les chapiteaux des ogives. Formerets et ogives forment des faisceaux de trois fines colonnettes, avec une importante différence de diamètre entre les fûts des formerets et ceux des ogives, nettement plus forts. Préfigurant l'architecture flamboyante avec ses nervures pénétrantes, les petits tores des ogives ne retombent pas sur les tailloirs de ceux-ci, mais se fondent dans les fûts des formerets. Les bases, individuelles à chaque fût, sont caractéristiques du style rayonnant tardif, et se composent d'un petit et d'un gros tore aplatis, ainsi que d'une section hexagonale en profil de talon, comme sur les plinthes des bases flamboyantes. Une plinthe moulurée court par ailleurs près du sol, et relie les socles des fûts les uns aux autres. On peut déplorer les très hautes allèges des baies, qui ne représentent ainsi que la moitié de la hauteur totale du chœur, et l'absence de remplage, qui se justifie toutefois par l'étroitesse des pans de l'abside.
La première travée n'est pas éclairée directement par des fenêtres. Entre les colonnes engagées de la voûte, ses élévations latérales sont entièrement occupées par les grandes arcades vers les chapelles latérales, dont le sommet se situe au niveau des chapiteaux des hautes-voûtes. Les arcades sont ainsi surmontées d'une portion de murs aveugles, qui représente un tiers de la hauteur totale sous le sommet des voûtes. Les piliers engagés des grandes arcades atteignent la moitié de la hauteur des arcades elles-mêmes. L'on note le rapport des proportions très simple, qui est gage de l'harmonie de l'ensemble. Les grandes arcades sont conçues dans le même esprit que le doubleau intermédiaire du chœur, mais elles disposent d'un tore supplémentaire de chaque côté, et sont donc à double rouleau. Les tailloirs et chapiteaux du rouleau supérieur sont carrés, et dépourvus de supports : les chapiteaux reposent directement sur les angles des murs. Au sud, notamment dans l'angle sud-ouest, les supports sont mutilés, mais il reste néanmoins un chapiteau sans emploi réservé à une ogive de la voûte disparue de la chapelle. La chapelle du nord demeure intacte, mais a été lourdement restaurée au XIXe siècle, et ses voûtains sont peints en bleu, et parsemés de petites étoiles dorées. Les chapiteaux sont empâtés d'une épaisse couche de plâtre. L'architecture est calquée sur celle du vaisseau central, mais néanmoins simplifiée, car il n'y a qu'une unique colonnette à chapiteau par angle, qui reçoit à la fois une ogive et deux formerets. Pour l'ouverture de la porte desservant la cage d'escalier hors-œuvre, le fût de l'angle nord-ouest est tronqué. La fenêtre en plein cintre, désaxée par rapport au sommet de la voûte, est moderne. La fenêtre du chevet est bouchée, et obturée par le retable de la Vierge Marie. Bien que plus large que les baies de l'abside, elle ne présente pas de vestiges d'un remplage.

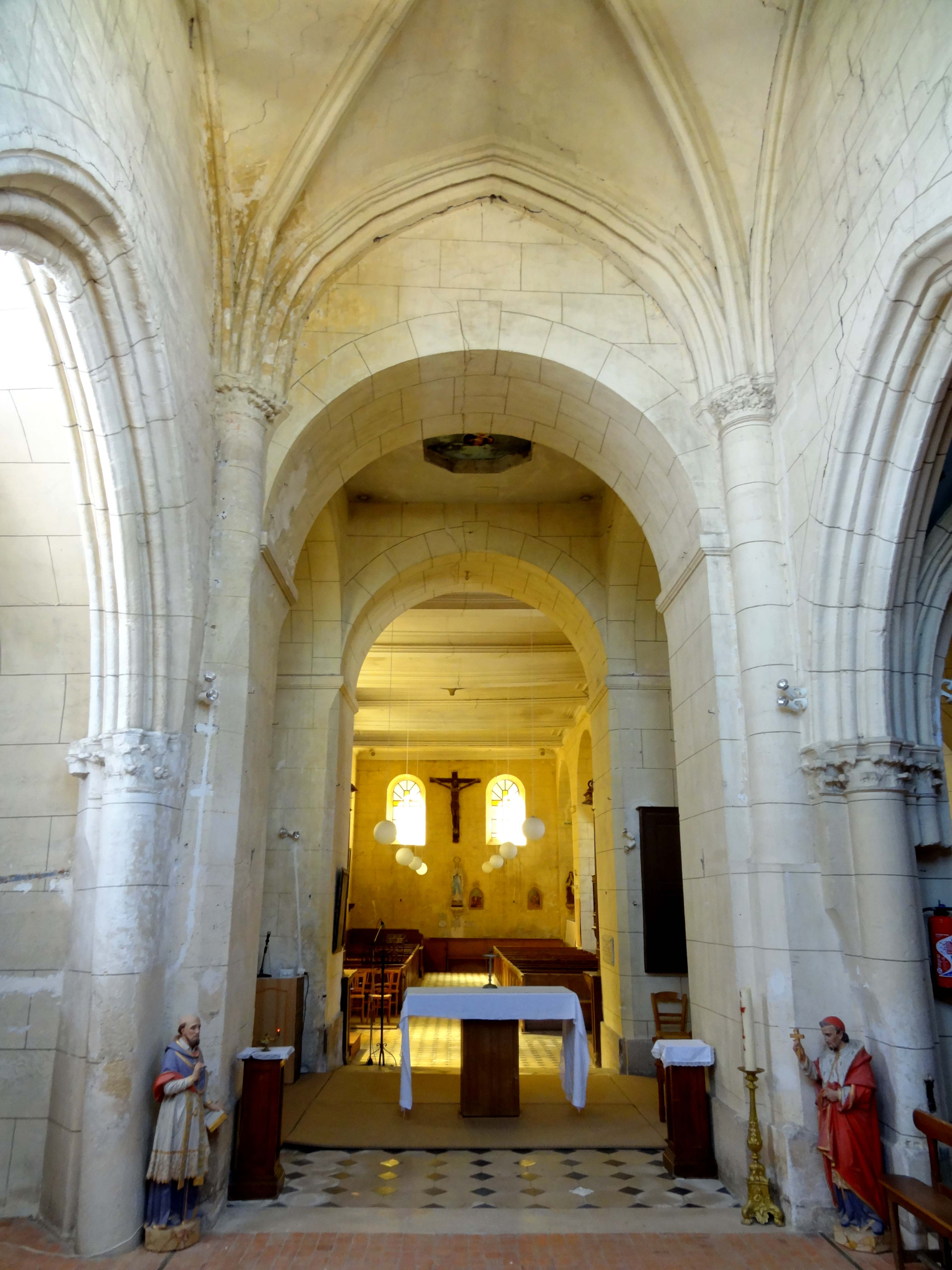
Chœur, vue vers l'ouest.
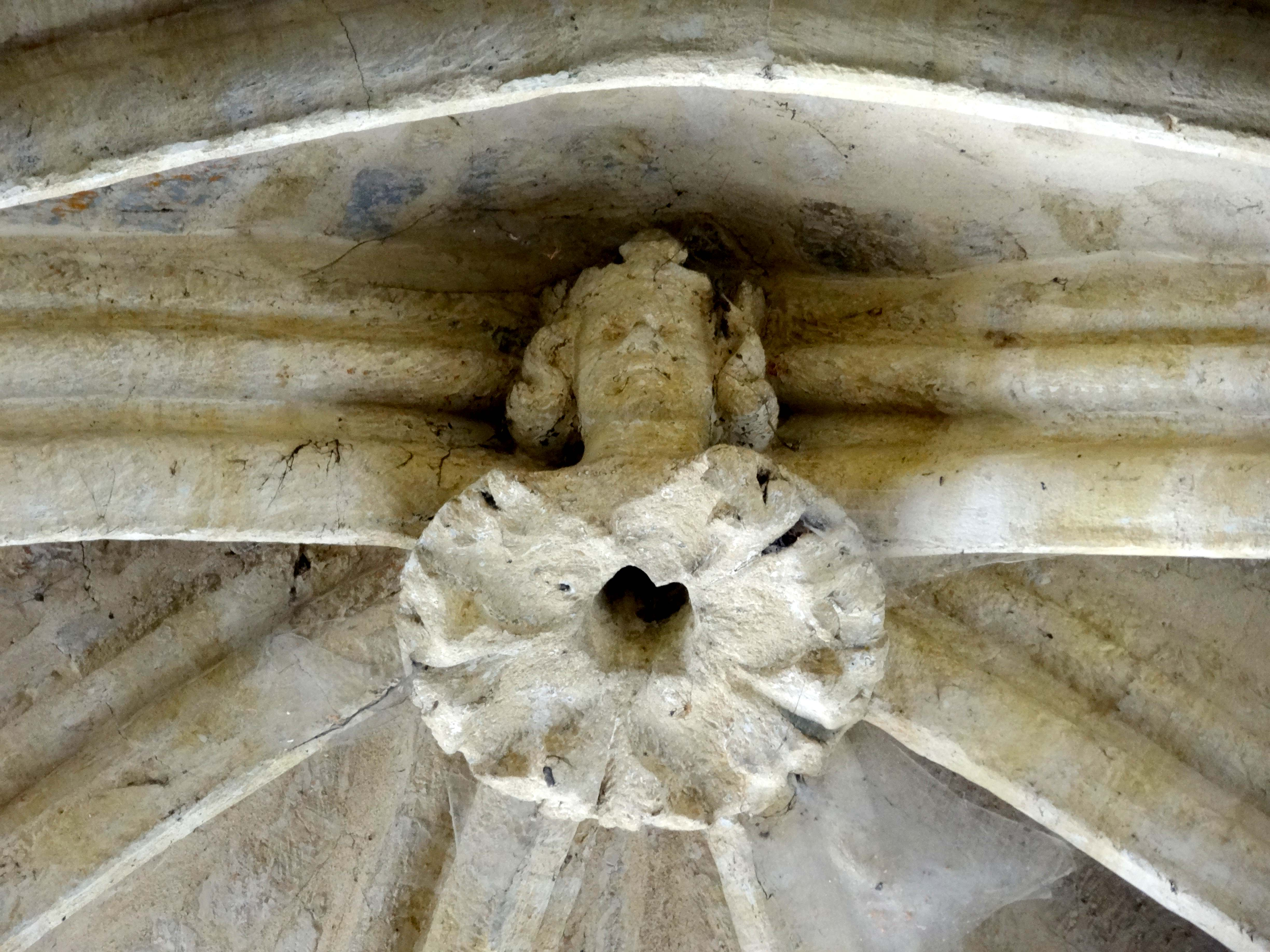
Abside, clé de voûte.
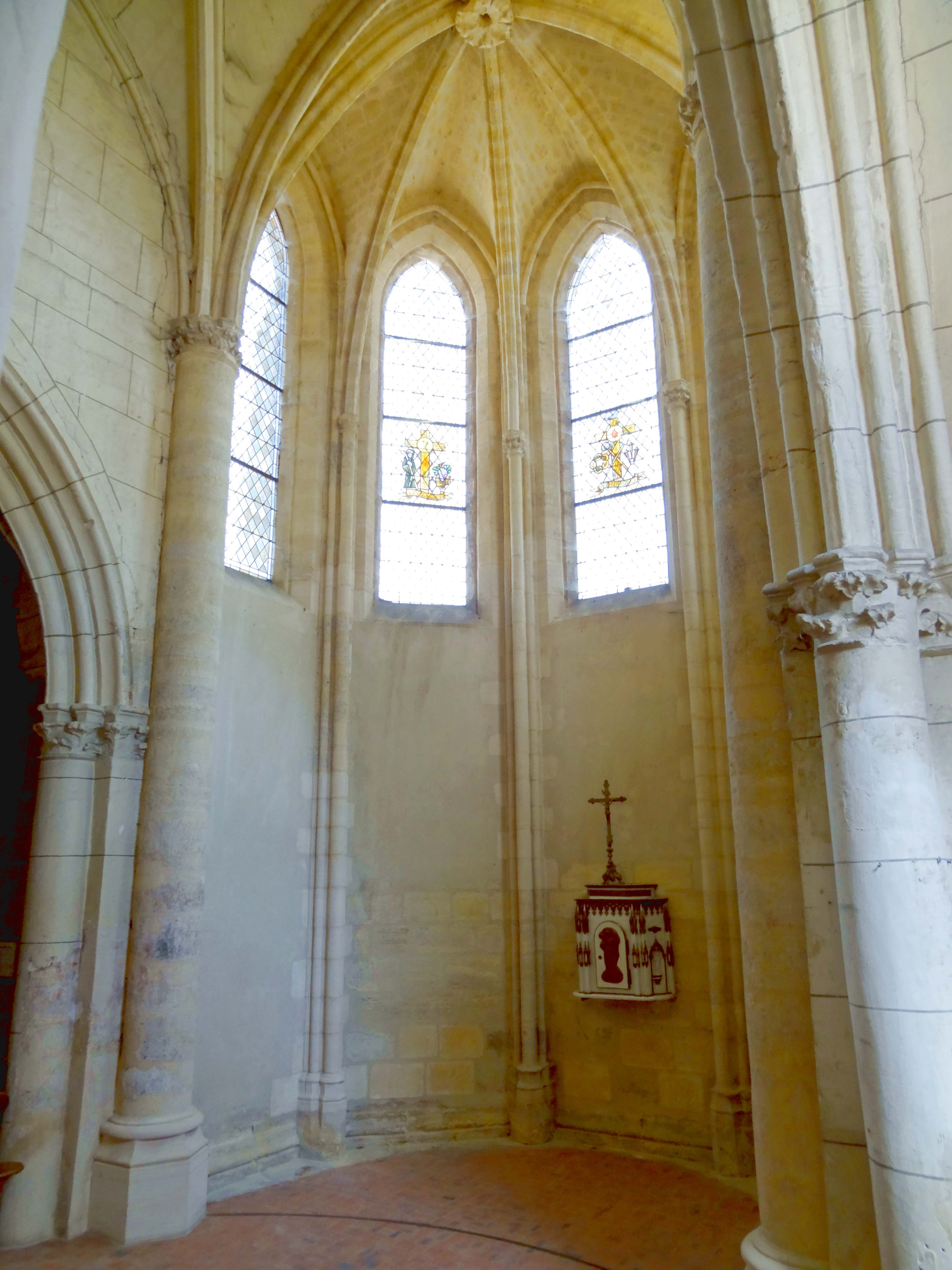
Vue vers le nord-est dans l'abside.
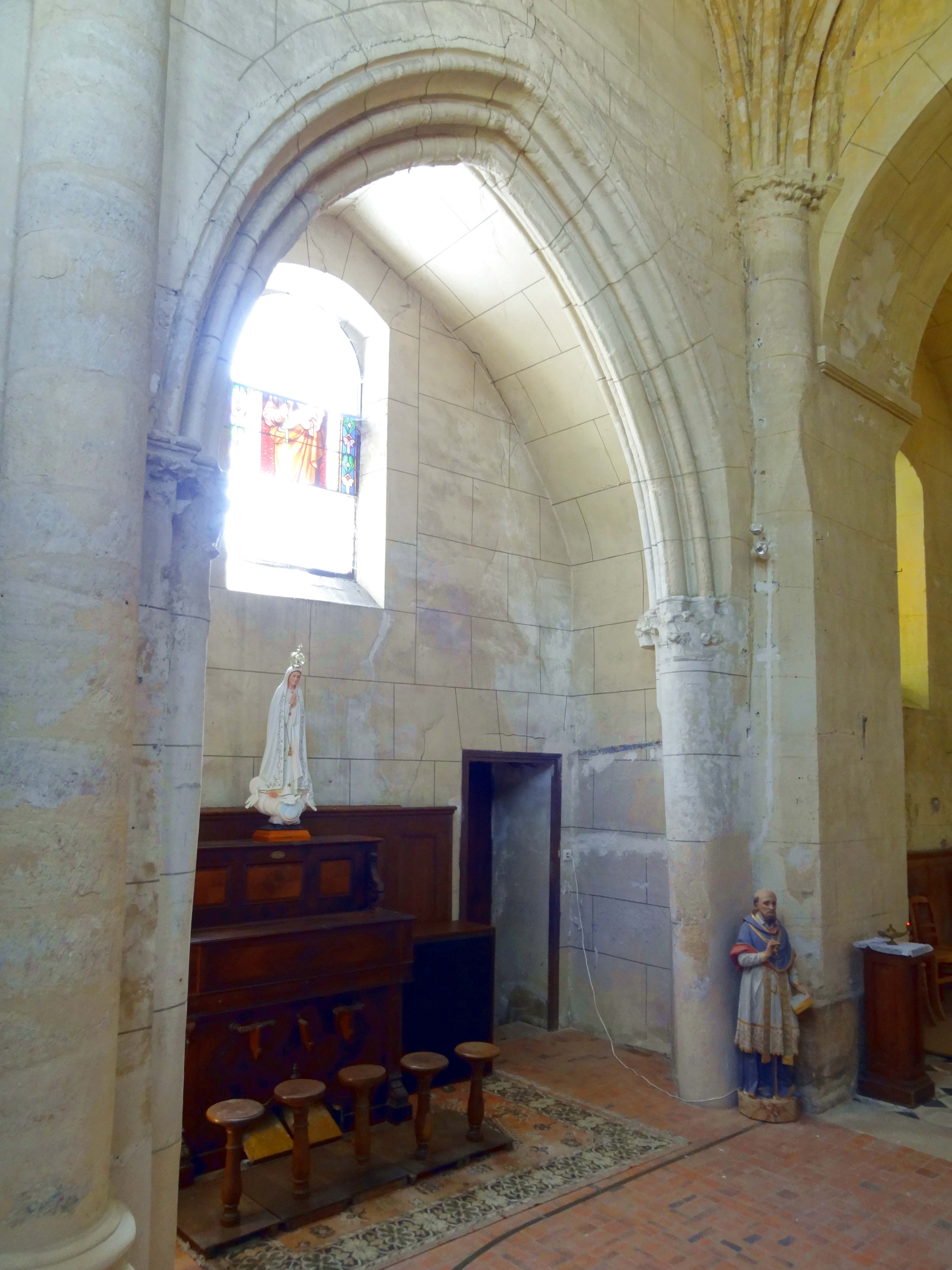
Grande arcade du sud et vue dans la chapelle.
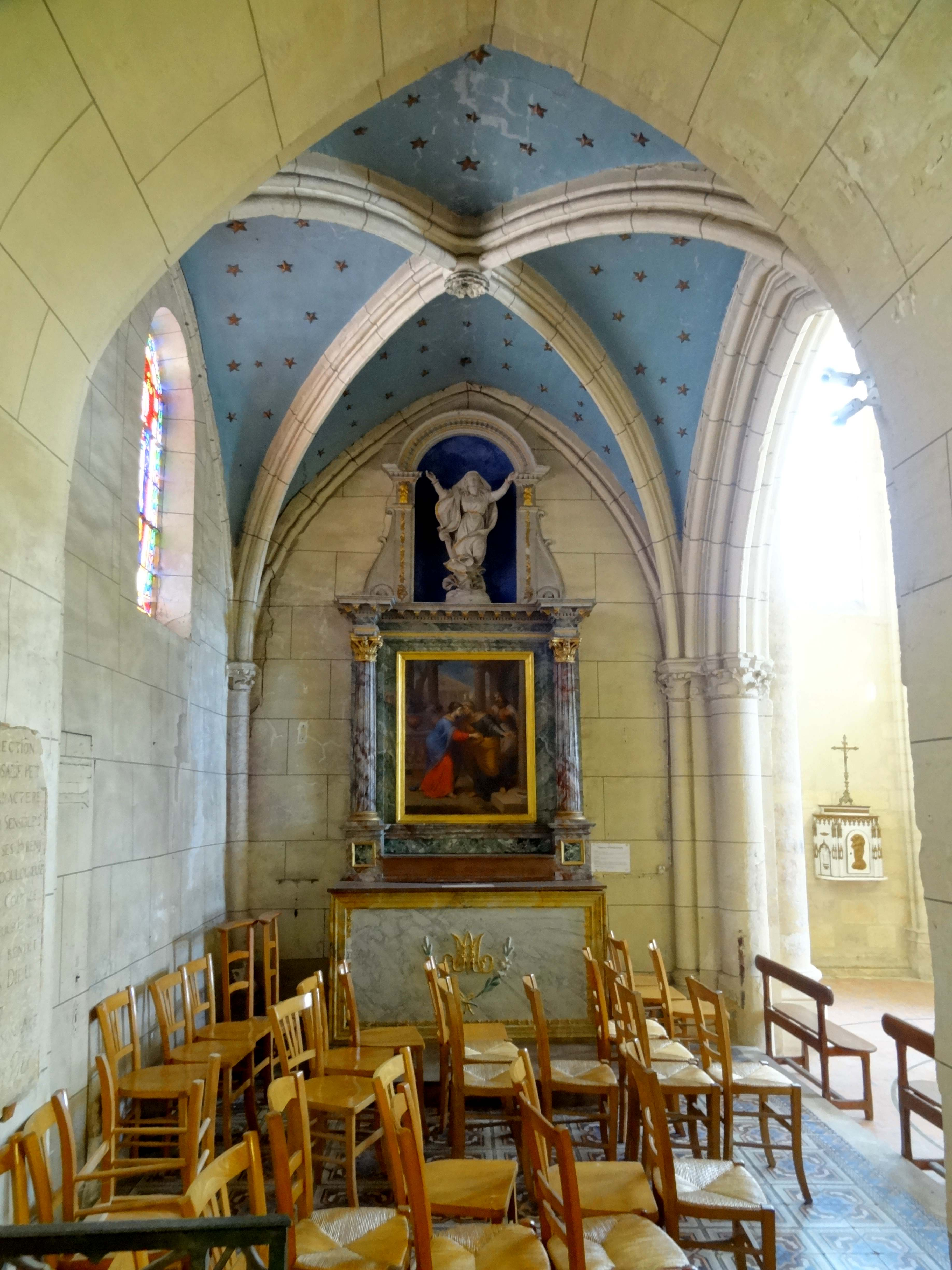
Chapelle latérale nord, vue vers l'est.
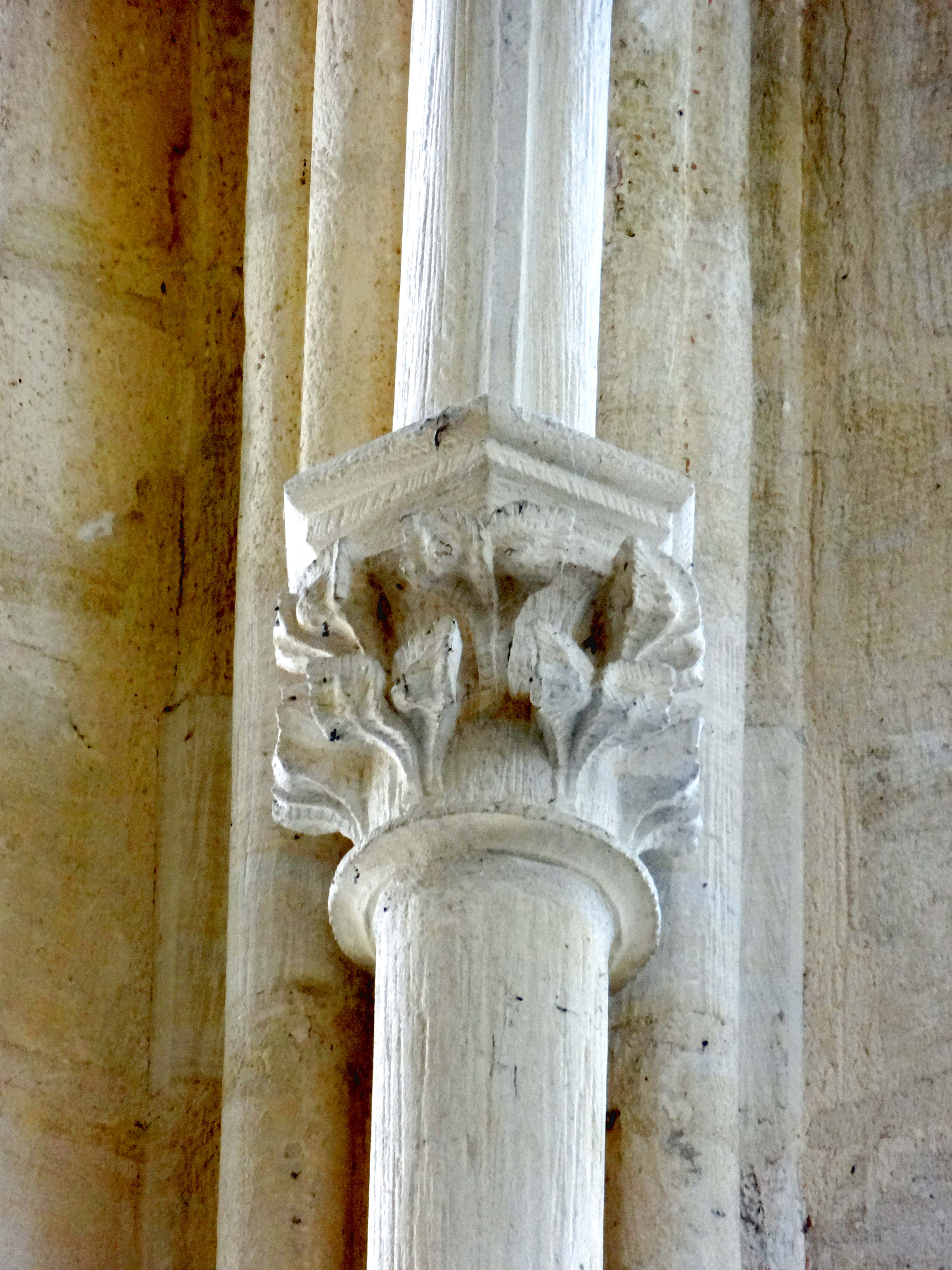
Chapiteau dans un angle de l'abside.
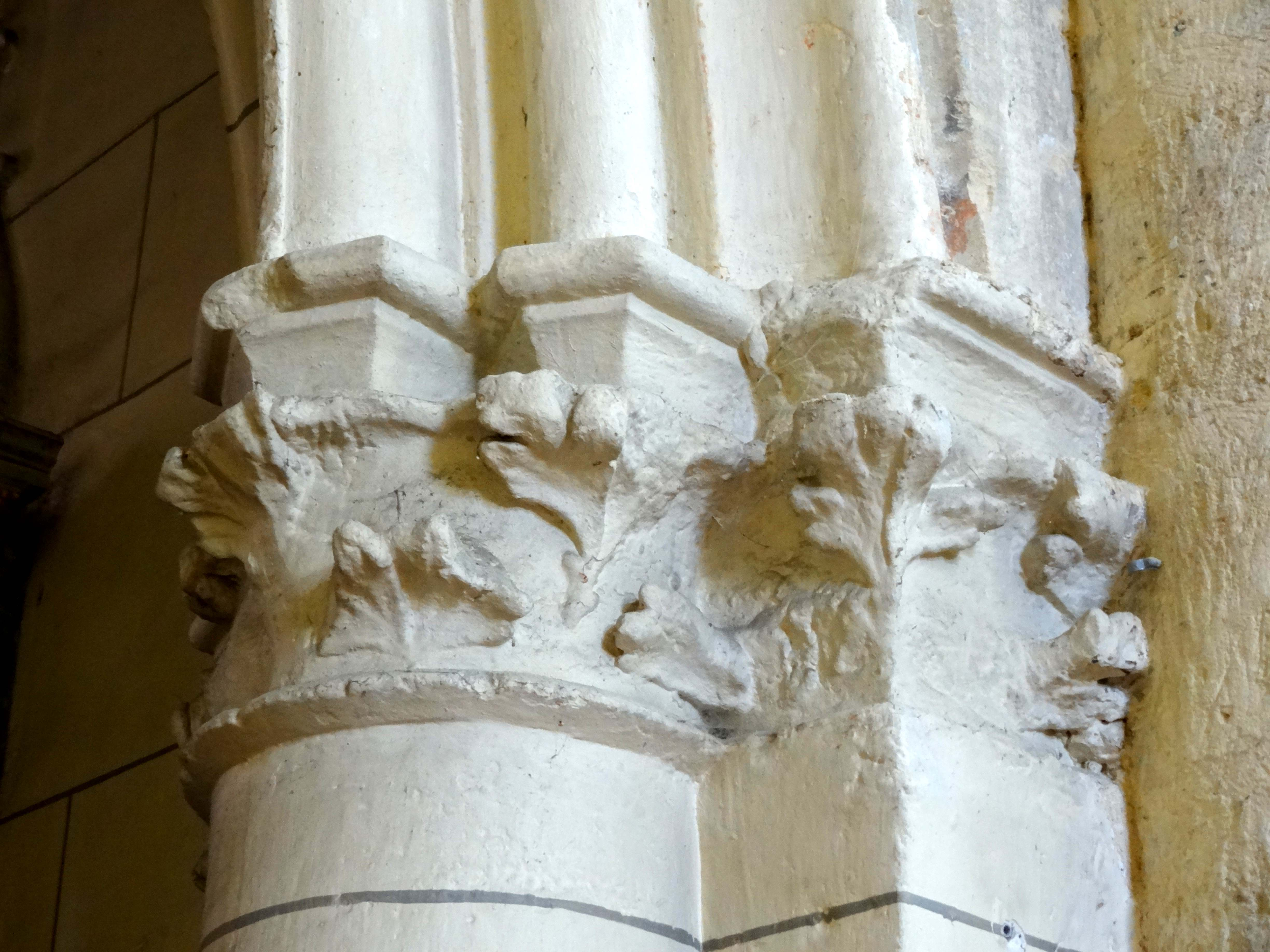
Chapiteaux à gauche de la droite arcade du nord.

#### Cloches
La plus grosse, « Caroline Charlotte » qui a un diamètre de 950 mm, a été baptisée en 1887.
La seconde,« Magdeleine » qui a un diamètre de 850 mm, a été baptisée en 1889.
 Elles ont toutes les deux été fabriquées par l'entreprise « Dubuisson et Fils », fondeur de cloches à Paris.

### Extérieur

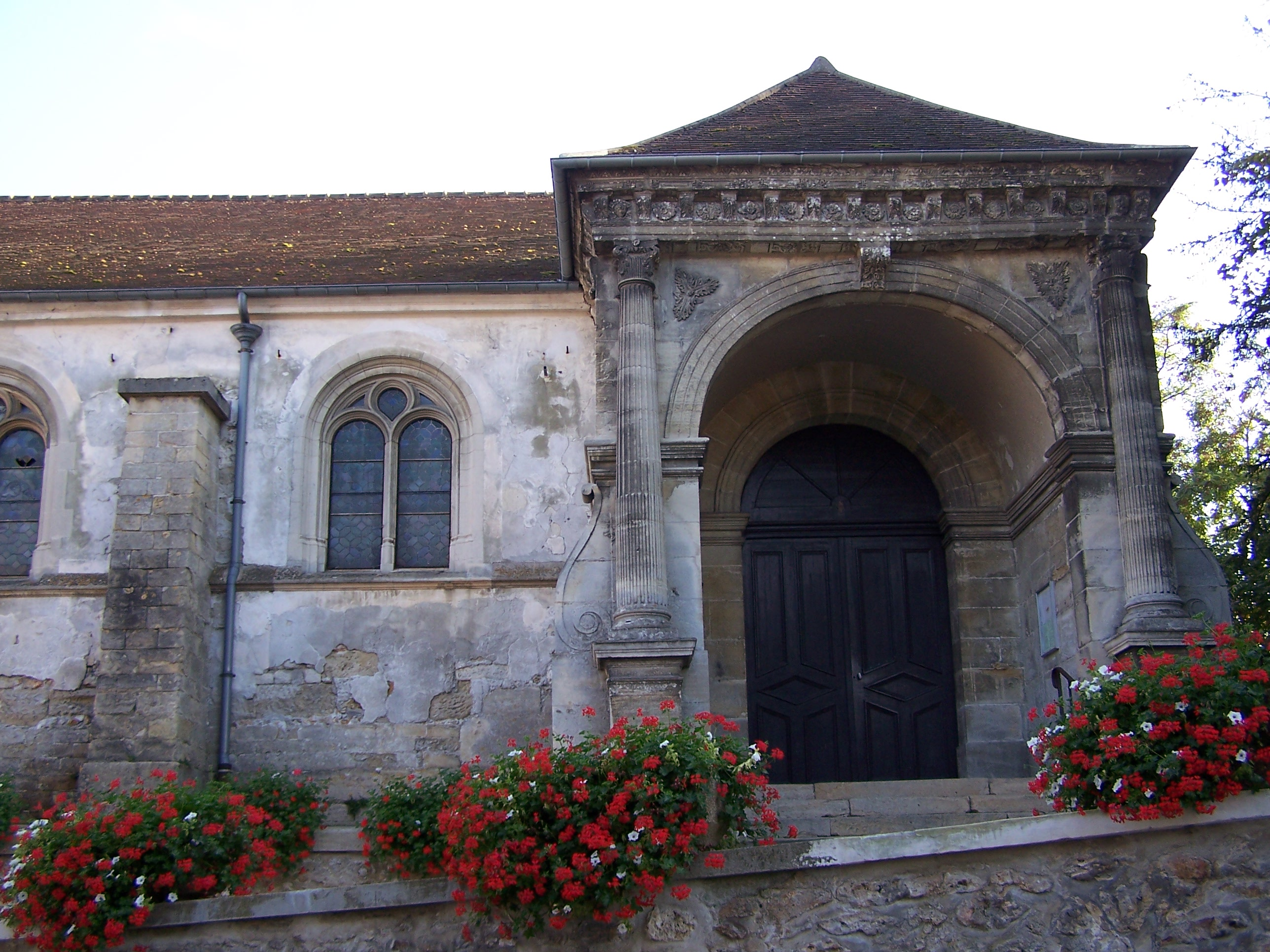
Bas-côté et porche.

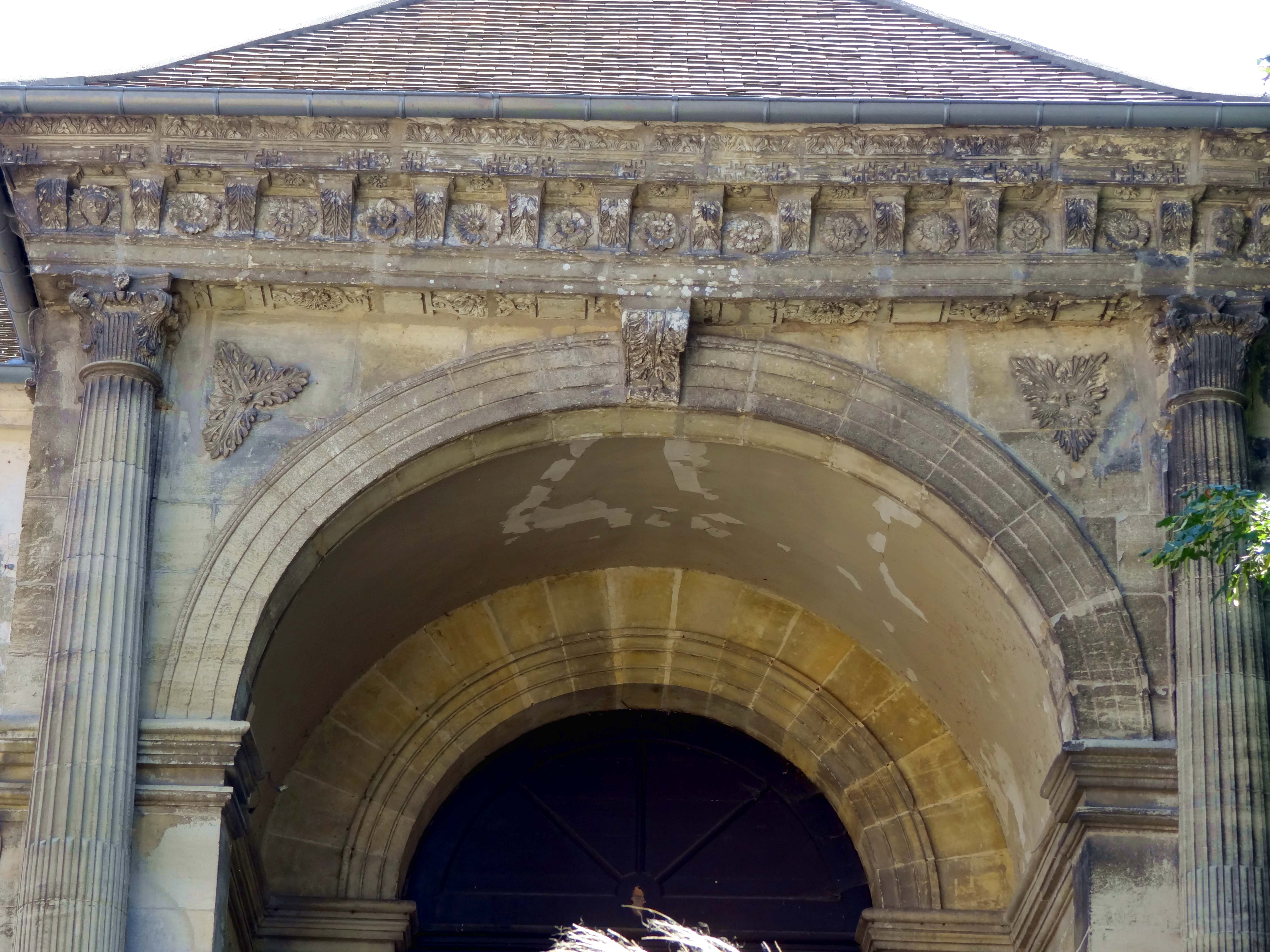
Porche, parties hautes.

À l'extérieur, le porche Renaissance, le bas-côté nord de la même époque et le chœur avec sa chapelle latérale retiennent l'attention. Le croisillon nord et la tour du clocher sont des constructions rustiques, bâties en moellons irréguliers noyés dans un mortier, y compris les contreforts. Même les baies de l'étage de beffroi du clocher, qui sont au nombre de deux par face, ne sont pas décorées. L'on peut seulement signaler des corniches moulurées sur la cage d'escalier hors-œuvre du croisillon nord, et en haut du clocher. Quant au mur occidental et à l'élévation méridionale, ils ne sont pas visibles depuis la voie publique.
Le porche devant la première travée du bas-côté serait inspiré de celui de Marines d'après Louis Régnier. Le lien de parenté n'est pas si évident à reconnaître. Sur le modèle de Marines, il faut faire abstraction de tout le décor intérieur ; du fronton avec ses trois niches à statues richement sculptées ; et de l'entablement plaqué devant celui du porche après coup, qui est fruste depuis une campagne de réparations en 1888. En revanche, le porche d'Évecquemont est plus profond, et ses deux colonnes frontales sont cannelées et portent des chapiteaux corinthiens, alors qu'elles sont lisses à Marines, et portent des chapiteaux ioniques. Ces deux colonnes, qui reposent sur des stylobates, et l'entablement qu'elles supportent, constituent le principal ornement du porche d'Évecquemont. Le soffite de l'architrave arbore des entrelacs assez simples, qui inscrivent chacun une rosette. Sur la métope, des rosettes ou patères à ombilic alternent avec des corbeaux revêtus de feuilles d'acanthe, qui supportent l'encorbellement de la corniche. Du fait de cet encorbellement, la corniche dispose elle aussi d'un soffite, qui affiche une rosette dans chaque intervalle entre deux corbeaux. De face, la corniche est sculptée d'un rang de grecques assez espacées, et d'une frise ayant pour motif des fleurs à trois pétales inscrites dans des trilobes à base plates, et des tulipes s'insérant dans les intervalles. L'intérieur du porche est voûté en berceau plein cintre. La voûte retombe sur une imposte moulurée qui s'apparente à un petit entablement, et va tout autour, y compris à l'extérieur, et sur les piédroits du portail. Le portail en plein cintre est un peu plus petit que l'arcade à l'ouverture du porche. Pour les deux, les piédroits sont nus, mais les claveaus sont moulurés de trois bandeaux plats et d'un filet. Seule l'arcade du porche est pourvue d'une clé d'arc sculptée, qui sert en même temps de console médiane à l'architrave, et vient ainsi en renfort des deux colonnes. Pour le reste, les deux seuls éléments sculptés sont des groupes de trois feuilles d'acanthe sur les écoinçons du mur frontal du porche.

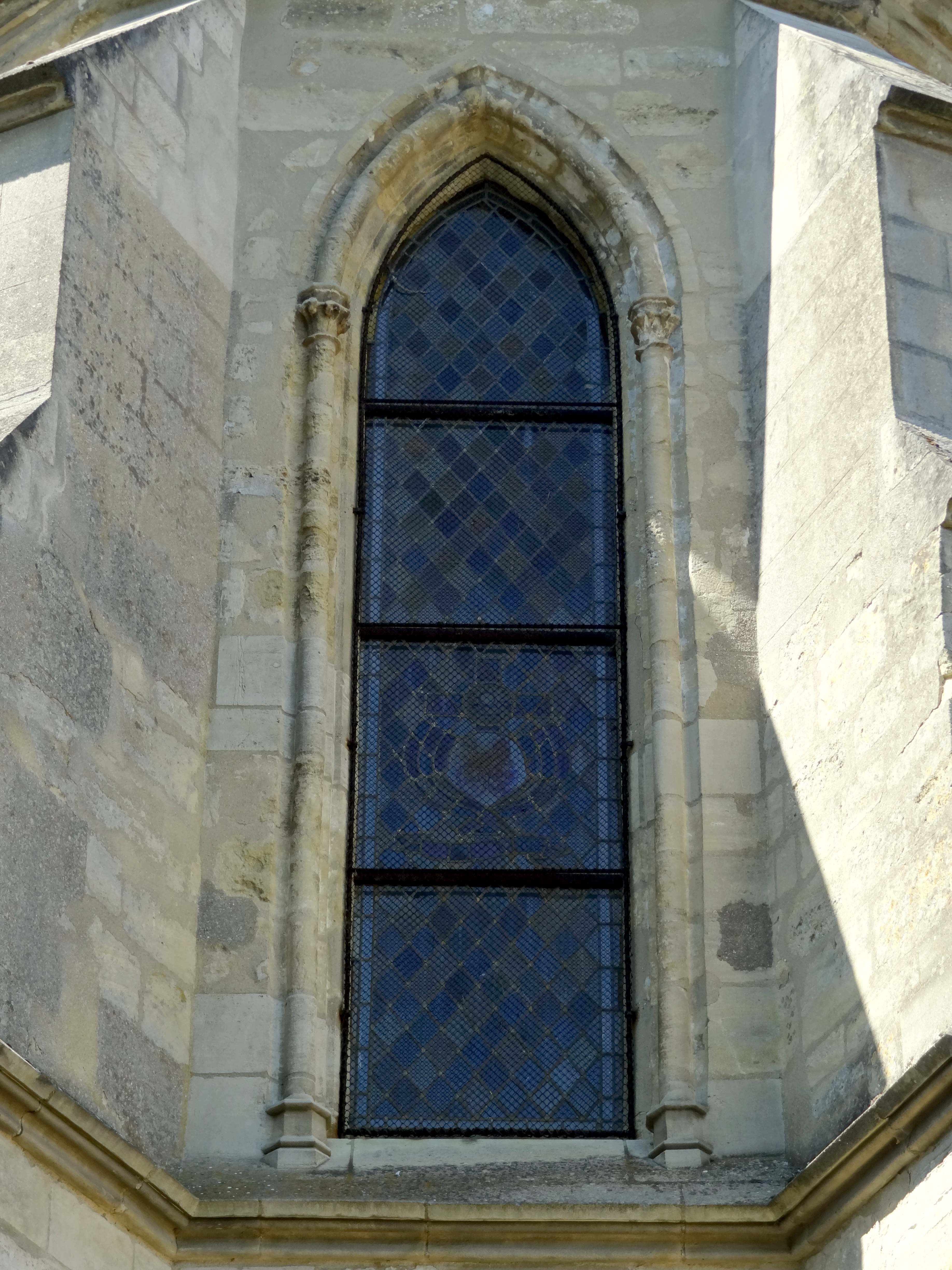
Fenêtre de l'abside.

Depuis la réparation en 1738, les contreforts du bas-côté sont dénués de caractère, et s'amortissent par une dalle plate. L'appareil est cependant en pierre de taille, et ce semble avoir été le cas pour l'ensemble du mur gouttereau du bas-côté, dont l'enduit certainement non prévu par l'architecte commence à tomber. La limite des allèges est soulignée par un larmier mouluré, selon un usage qui remonte à la période gothique. Les trois fenêtres au remplage Renaissance sont entourées de multiples strates de modénature, qui sont toutes munies de bases, au même titre que les meneaux. Le mur se termine par une corniche moulurée, qui ne demeure complète que tout à l'est. Pour venir aux parties orientales, il convient de regarder tout d'abord l'abside, car la chapelle latérale nord du chœur a également souffert d'une restauration paupérisante, et son mur septentrional a été repris en même temps que le transept. L'abside est épaulée par des contreforts minces, mais fortement saillants, qui sont scandés par un larmier simple à mi-hauteur des allèges et à mi-hauteur des fenêtres, ainsi que par un larmier qui va tout autour à la limite des allèges, et sert d'appui aux fenêtres. Les contreforts s'amortissent tous par un long glacis formant larmier. Il en va de même du contrefort oriental de la chapelle, qui n'est scandé par aucun larmier. Mis à part les contreforts, l'abside est caractérisée par les fenêtres, dont le soubassement est inhabituellement élevé. Si les baies ne sont pas réellement décorées à l'intérieur, mais bénéficient de l'effet décoratif des formerets, le maître d'œuvre a opté pour des archivoltes toriques retombant sur deux colonnettes à chapiteaux à l'extérieur. Elles cantonnent immédiatement les baies, et ne laissent pas un peu de distance, ce qui est le cas à l'intérieur, et d'un bien meilleur effet. Pour un motif que l'on saisit mal, le diamètre est analogue aux colonnettes des ogives, et non celles des formerets, ce qui donnerait également un résultat plus élégant. La baie orientale de la chapelle est traitée de la même manière. Les murs de l'abside se terminent par une corniche moulurée, qui passe au-dessus des contreforts, et dont l'authenticité pose problème. À la base du demi-pignon de la chapelle, le mur se retraite par un glacis, qui est situé plus haut que celui du contrefort, et donne à penser que le pignon, le glacis et le contrefort ne soient pas contemporains.

## Mobilier
Parmi le mobilier de l'église, trois éléments sont classés monument historique au titre objet. Ce sont deux statues en pierre provenant de la chapelle de Thun (commune de Meulan-en-Yvelines), qui ont été offertes par le châtelain local en remerciement aux habitants d'Évecquemont pour l'avoir caché durant la Révolution française, et un tableau peint à l'huile sur toile. Quelques autres tableaux méritent également l'attention.
- La statue de saint Hilaire mesure 162 cm de hauteur, et date du XVIe siècle. Saint Hilaire est évêque, mais son couvre-chef n'évoque pas une mitre. Le saint a perdu sa crosse épiscopale et tout attribut, de même que sa main droite. De la polychromie d'origine, ne restent plus que des traces. L'œuvre est classée depuis juillet 1912[10].
- La statue de sainte Catherine mesure 156 cm de hauteur, et date du XVIIe siècle. Elle est couronnée, et lit dans un livre, qu'elle tient dans sa main gauche. Sa polychromie a également disparu, et rien ne reste de la roue de son martyre qui l'accompagne habituellement. La statue est classée depuis janvier 1905[11].
- Le tableau représentant le repentir de saint Pierre est peint à l'huile sur toile. Il mesure 94 cm de hauteur pour 76 cm de largeur. Daté approximativement de 1690, il a été attribué à Luca Giordano. Saint-Pierre est représenté à mi-corps, de trois quarts face, la tête découverte et le buste nu, une tunique bleue et un manteau ocre jetés sur son épaule gauche, et enveloppant la partie inférieure du torse. Déjà âgé, il a le front dégarni, et ses cheveux et sa barbe ont blanchi. Le regarde est tourné vers une cible située en dehors de la composition, à droite, sans doute une représentation du Christ. L'Apôtre lui présente un livre fermé, qu'il tient dans ses deux mains, et sur lequel est placée la clé symbolisant sa mission de successeur de Jésus sur terre (l'intronisation de saint Pierre étant habituellement représentée par la remise des clés). Une larme coule sur la joue de celui qui trahit trois fois Jésus, et le regrette vivement, ce qui est le sujet du tableau. Le cadrage resserré sur la figure à mi-corps et le fond sombre sont couramment utilisés pour figurer la dévotion privée. Exposée au musée des beaux-arts de Bilbao en 2000, l'œuvre a bénéficié d'une restauration en 2011, et a été classée tardivement en juin 2013[12].
- Le tableau de retable de la chapelle latérale nord représente la Visitation de la Vierge Marie. Il est peint à l'huile sur toile. Daté de 1665 et signé Le Dart, il peut été attribué à Pierre Le Dart (1630-1698), peintre natif de Châlons-en-Champagne. Marie et Élisabeth se rencontrent devant le seuil de la maison que cette dernière habite avec son mari Joachim, déjà âgé, que l'on aperçoit à droite. Les deux femmes s'apprêtent à se prendre dans les bras, et d'une manière assez curieuse, leurs têtes se touchent au niveau du front, et chacune regarde profondément dans les yeux de l'autre. L'on note l'architecture classique des maisons . Ce tableau restauré en 2007/2008 n'est pas encore classé à ce jour.
- L'on manque de renseignements sur les tableaux représentant l'Adoration des bergers et la Vierge à l'Enfant.

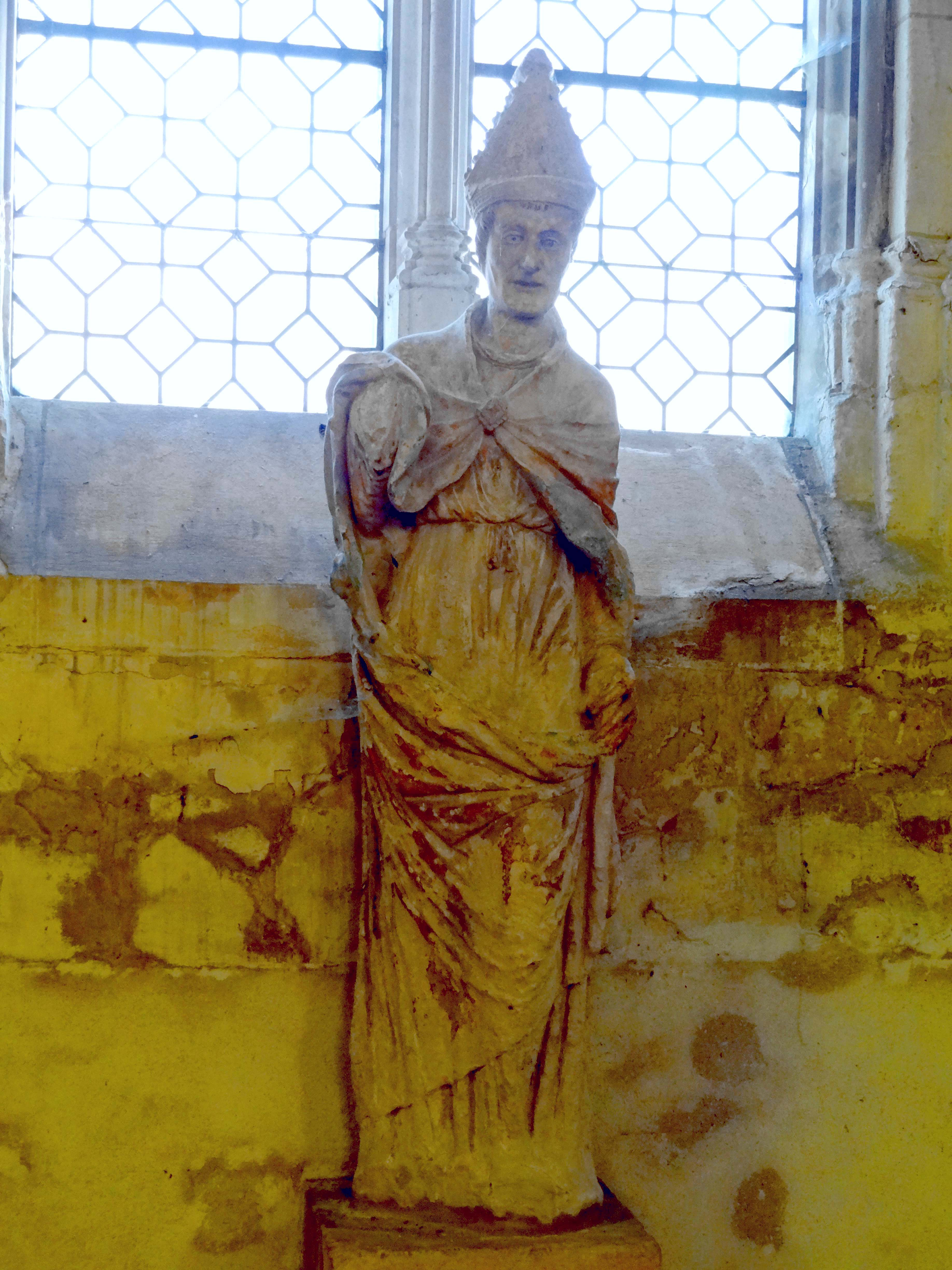
Statue - saint Hilaire.
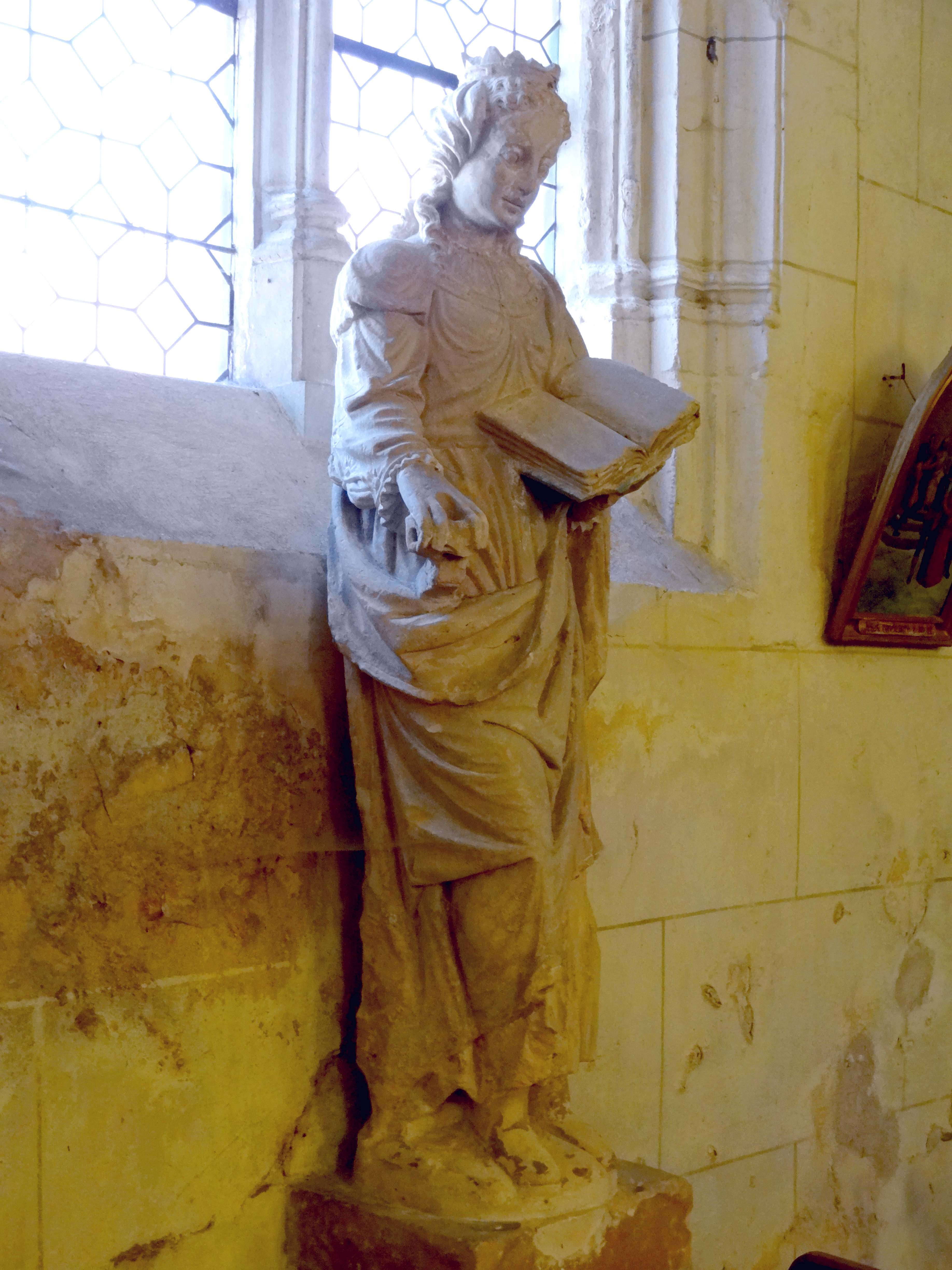
Statue - sainte Catherine.
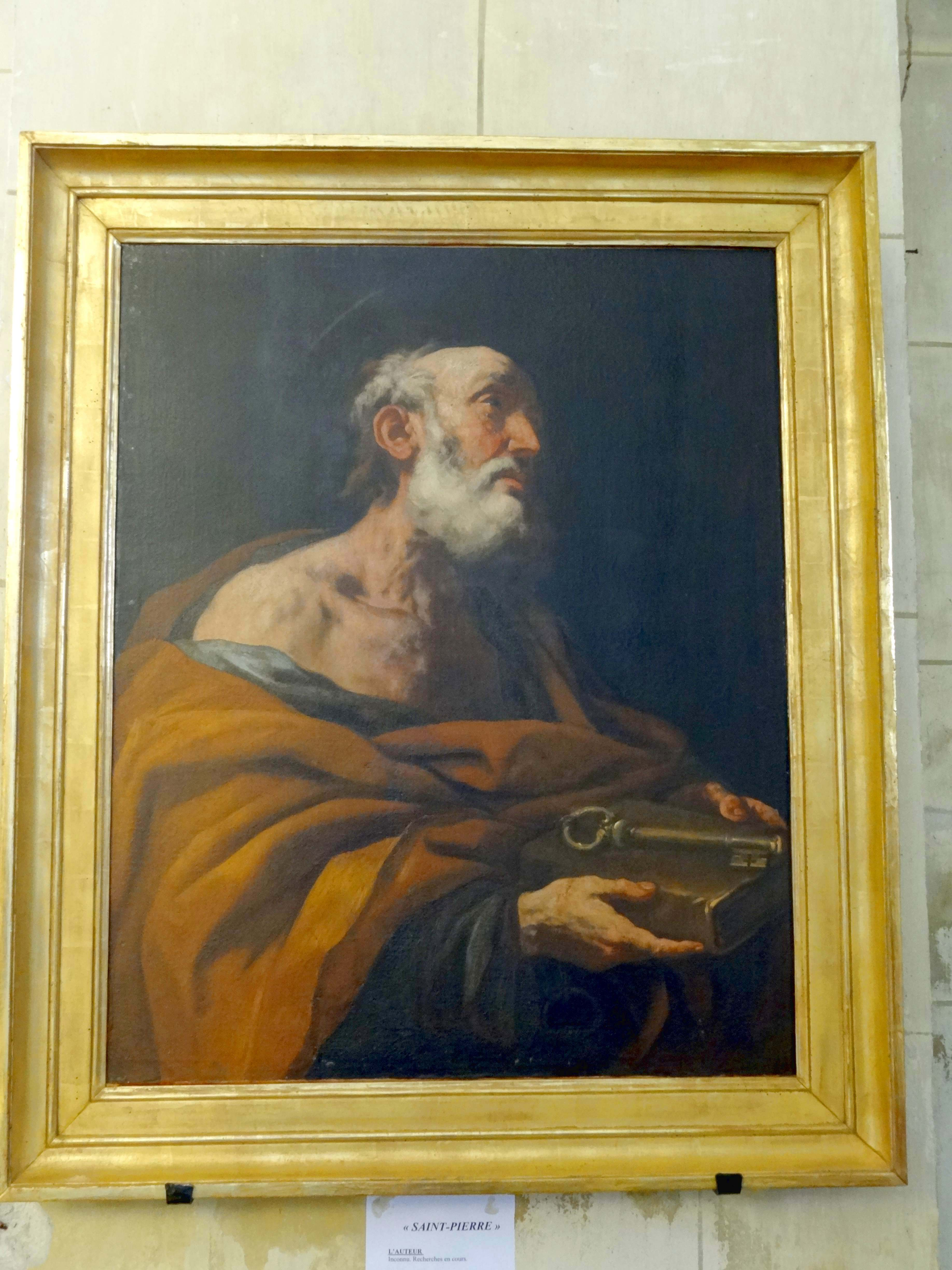
Tableau - saint Pierre.
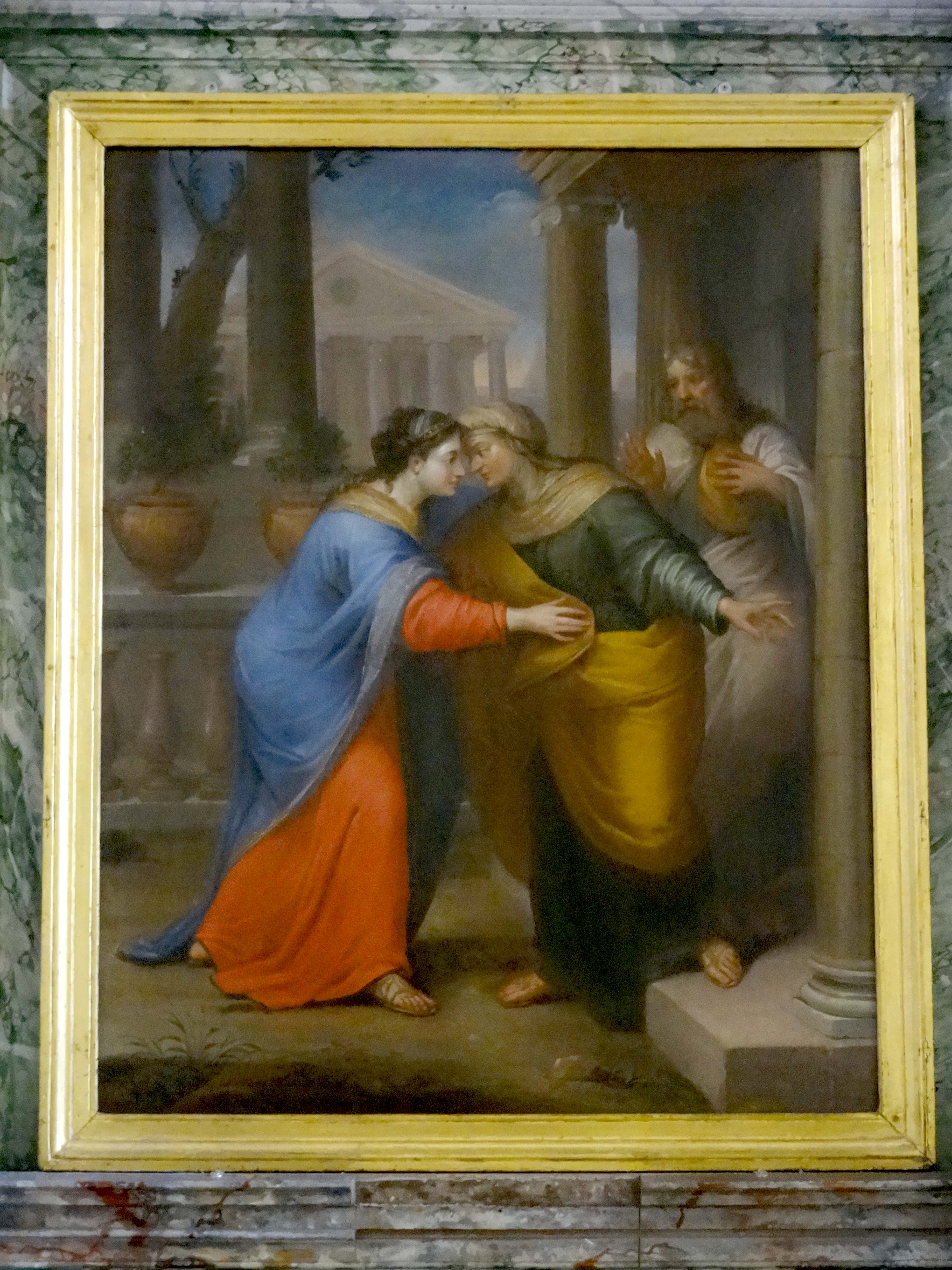
Tableau - la Visitation.
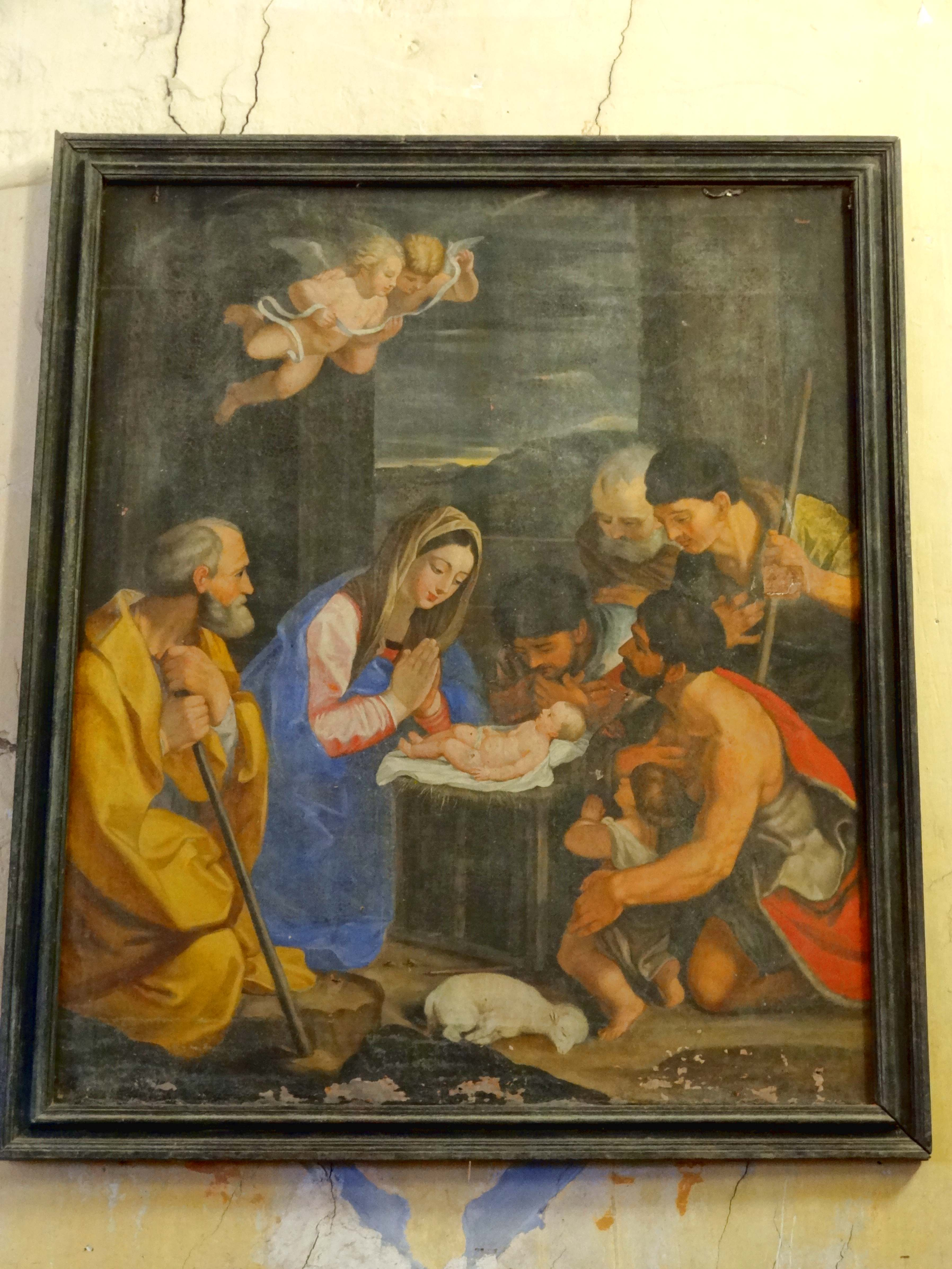
Tableau - l'Adoration des bergers.
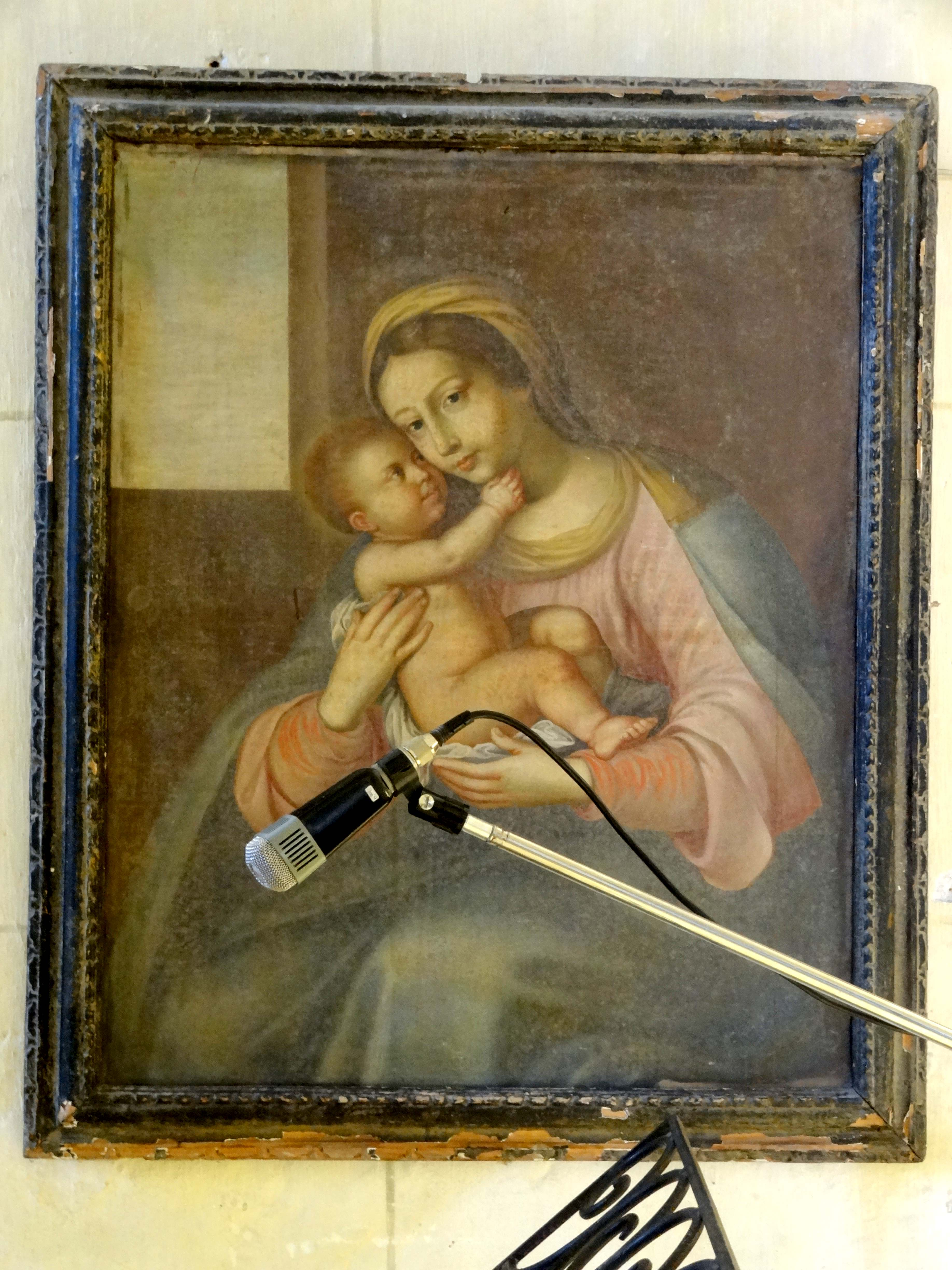
Tableau - Vierge à l'Enfant.